# نظام جمهوری اسلامی ایران
نظام جمهوری اسلامی ایران نام حکومت کنونی ایران است که بر اساس قانون اساسی جمهوری اسلامی ایران بر پایهٔ جمهوریت و اسلام‌گرایی بنا نهاده شده است که نظامی ضد استعماری، مخالف با دموکراسی و سکولاریسم و در نوع خود تمامیت‌خواه و اقتدارگرا با گرایش به نظریه «ولایت مطلقه فقیه» قلمداد می‌شود.
جمهوری اسلامی ایران، در پی انقلاب ۱۳۵۷، طی همه‌پرسی نظام جمهوری اسلامی در روزهای ۱۰ و ۱۱ فروردین ۱۳۵۸ با پرسش «جمهوری اسلامی، آری یا نه؟» با رأی ۹۸٫۲ درصدی آری، رسمیت پیدا کرد.
طبق آمار شاخص مردم‌سالاری در نظام جمهوری اسلامی، تکثرگرایی سیاسی «صفر» است و طبق قانون اساسی جمهوری اسلامی ایران هیچ‌یک از افراد و احزاب مخالف نظام جمهوری اسلامی حق فعالیت سیاسی، اجرا و برعهده‌گیری سمت‌های مختلف را ندارند و به رسمیت شناخته نمی‌شوند. حکومت جمهوری اسلامی ایران در فهرست رژیم‌های درمانده و در شاخص کشورهای شکننده و آسیب‌پذیر مابین نارنجی و قرمز قرار دارد. این حکومت در دورهٔ زمامداری خود با امواجی از نارضایتی مردم روبه‌رو شده که افزایش نابرابری جنسیتی، شکاف طبقاتی، فساد سیستماتیک دولتی و فشارهای خارجی، بر نارضایتی همگانی افزوده است و به اعتراضات سراسری منجر شده است.
این حکومت نوعی جمهوری اسلامی مبتنی بر ولایت فقیه است و ساختار سیاسی آن شامل مجلس خبرگان رهبری، رهبر جمهوری اسلامی، و قوه مجریه، قوه مقننه (مجلس شورای اسلامی و شورای نگهبان) و قوه قضائیه است. همچنین مجمع تشخیص مصلحت نظام و شورای عالی امنیت ملی، شورای عالی انقلاب فرهنگی، شورای عالی فضای مجازی، شوراهای اسلامی شهر و روستا در آن فعالیت می‌کنند. رهبر فرمانده کل قوا محسوب می‌شود. قانون اساسی جمهوری اسلامی ایران در سال ۱۳۵۸ توسط مجلس خبرگان قانون اساسی در ۱۷۵ اصل نوشته شد. با تصویب مجلس شورای اسلامی، تأسیس حزب نه‌تنها برای مخالفان بیرون از نظام مجاز نیست، بلکه حتی گروه‌های منحل‌شدهٔ اصلاح‌طلب نیز اجازهٔ فعالیت ندارند. در سال‌های اخیر، به‌ویژه پس از اعتراضات ۱۴۰۱ و افزایش بحران‌های اقتصادی و اجتماعی، اعتماد عمومی به حکومت جمهوری اسلامی ایران به‌طور چشمگیری کاهش یافته است. این کاهش اعتماد در اعتراضات گسترده مردمی در سال‌های اخیر و همچنین افزایش نارضایتی از سیاست‌های دولت مشاهده می‌شود.

## پیدایش

### تصویرسازی خمینی از جمهوری اسلامی
سید روح‌الله خمینی از شهریور ۱۳۲۰ با بیان نقدهایی علیه حکومت پهلوی اندیشه سیاسی خود را اعلام کرد. در دهه سی بود که حکومت‌داری فقیه را در کتاب الرسائل مطرح کرد. او در کتاب البیع تشکیل حکومت توسط فقیه را امری واجب دانست. او در سال ۱۳۴۸ کتاب ولایت فقیه حکومت اسلامی را نوشت. در این کتاب مسئله حکومت فقیهان و ولایت فقیه مطرح شد. خمینی در این دوره، تنها به اسلامی‌خواهی تأکید داشت و از جمهوری‌خواهی سخنی نمی‌گفت. خمینی در زمان اقامت خود در فرانسه نظام مورد نظر خورد را بر پایه «آزادی عقیده و بیان» و همچنین حکومتی «برای همه اقلیت‌های مذهبی آزادی به‌طور کامل خواهد بود و هر کس خواهد توانست اظهار عقیده خودش را بکند» تصویری که خمینی از خود پیش از انقلاب ارائه داده بود باعث شده بود که یکسال پیش از سقوط حکومت شاه مقامات ارشد سفارت آمریکا به این نتیجه برسند که نهضت اسلامی به رهبری «نمادین» خمینی ویژگی‌های دموکراتیک دارد. او از جمهوری بودن حکومت اسلامی که بر مبنای ولایت مطلقه فقیه باشد، دفاع کرد. در مدت ۱۱۲ روز اقامت در نوفل لوشاتو، خمینی حدود ۴۰۰ مصاحبه انجام داد و این وعده‌ها را به ملت ایران داد:
- حکومت اسلامی یک حکومت دمکراتیک به معنای واقعی کلمه خواهد بود.
- همه حقوق بشری و از جمله حقوق اقلیت‌های مذهبی کاملاً رعایت خواهد شد.
- من در ایران آینده هیچ سمت و مسئولیتی جز رهبر روحانی مردم نخواهم داشت.
- کشور ما در منازعهٔ میان اسرائیل و اعراب باید به کلّی بی‌طرف بماند.
- ما ساواک را منحل خواهیم کرد و همهٔ گروه‌های چپ حق خواهند داشت آزادانه به بیان عقاید خود و فعالیت سیاسی بپردازند.
- نباید به زندانیان و محکومان دشنام داد و به آن‌ها سیلی زد.
- در زمینهٔ سیاسی و در زمینهٔ اجتماعی، زن برابر با مرد و حق مشارکت در امور را دارد.
- در تشکیل دولت، زن مانند مرد حق انتخاب کردن و انتخاب شدن را دارد و کاملاً با یکدیگر برابرند.

### همه‌پرسی

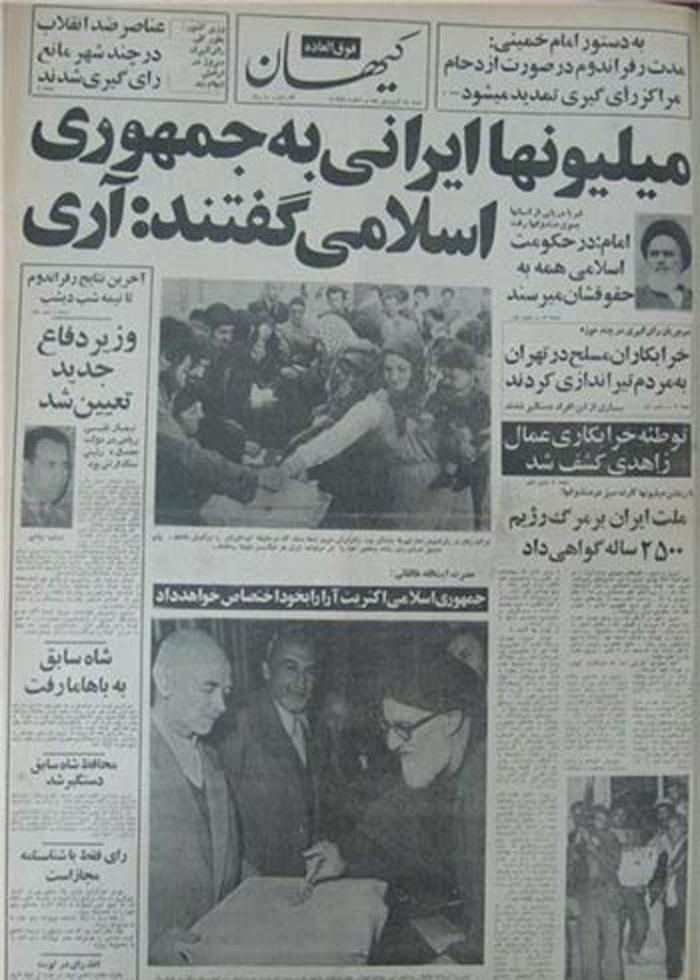
خمینی: در جمهوری اسلامی همه به حقوقشان می‌رسند.

در ۱۲ فروردین ۱۳۵۸ در شرایطی که نه قانون اساسی ایران تدوین شده بود و نه تعریفی از جمهوری اسلامی ارائه شده بود، جمهوری اسلامی مورد همه‌پرسی قرار گرفت. در واقع همه‌پرسی برای خمینی و طرفداران او راهی برای مشروعیت بخشیدن بر تسلط یافتن‌شان بود که در نهایت ۹۸٫۲ درصد شرکت‌کنندگان به آن رأی آری دادند و بدین ترتیب نظام حاکم بر ایران از نظام شاهنشاهی ایران به نظام جمهوری اسلامی تغییر یافت. امکان همه‌پرسی جمهوری اسلامی پس از به قدرت رسیدن علی خامنه‌ای و با اضافه کردن اصل ۱۷۷ در قانون اساسی در سال ۱۳۶۸ عملاً غیرممکن شد. همه‌پرسی سال ۱۳۵۷ در حالی انجام شد که حداقل سن شرکت در همه‌پرسی ۱۶ سال بوده است. بر اساس سرشماری نفوس و مسکن در سال ۱۳۹۵ شهروندانی که در همه‌پرسی شرکت کرده بودند، حداقل ۵۳ سال داشتند که به معنی حضور ۱۵٫۵ درصد از کل شهروندان ایرانی در همه‌پرسی سال ۱۳۵۷ بوده است.

### نقش عوامل خارجی
به اعتقاد برخی انقلاب ایران توطئه‌ای طرح‌ریزی شده از سوی نیروهای خارجی بوده است. در مقابل برخی چنین نظری را ریشه در باور مردم ایران به تئوری توطئه می‌دانند. بر اساس اسنادی که سازمان سیا در سال ۲۰۰۵ از حالت طبقه‌بندی‌شده، خارج کرد از ارتباط روح‌الله خمینی با دولت آمریکا حکایت دارد. بر این اساس در نیمه آبان ۱۳۴۲، روح‌الله خمینی به دولت جان اف کندی پیام می‌دهد که از حملات لفظی‌اش سوءتعبیر نشود؛ زیرا او از منافع آمریکا در ایران حمایت می‌کند. رونالد ریگان چهلمین رئیس‌جمهور آمریکا در مناظره انتخاباتی خود در مقابل رقیب دموکرات خود عنوان کرد که سیاست اشتباه ایالات متحده باعث سقوط شاه ایران شده و آن را «لکه سیاهی» در تاریخ ایالات متحده آمریکا دانست. در نقل قولی دیگر جورج بوش پدر بیان می‌کند «مأموریتی که به ژنرال هویزر به منظور فلج کردن ارتش ایران تفویض شد، یک خطای بزرگ بود» که مثال دیگری است که از نوع نگاه آمریکا به دوران اقامت روح‌الله خمینی در پاریس حکایت دارد.

## ماهیت حکومت
بنا بر قانون اساسی نظام جمهوری اسلامی ایران، اصول حکومت بر اساس جمهوریت و اسلامیت بنا شده است. این قانون «جمهوریت» را رأی و خواست مردم در ادارهٔ امور کشور و «اسلامیت» را مطابقت داشتن قوانین با دین اسلام می‌داند. در مقابل منتقدان ماهیت نظام سیاسی ایران را نه پارلمانی و نه ریاست‌جمهوری بلکه نظام و حکومتی می‌دانند که در اساس و بنیاد ربطی به دموکراسی و جمهوریت ندارد. بدین‌گونه، نظام جمهوری اسلامی ایران یک «موجود عجیب‌الخلقه» است و ترکیب ولایت فقیه و عنوان جمهوریت از این حکومت ساختاری بسیار متناقض و ناقص‌الخلقه ساخته و آن را به سوی خودکامگی سوق داده است. در این حکومت قوانینی که مجلس تصویب می‌کند، باید از سد شورای نگهبان بگذرد تا اگر طبق موازین اسلامی نبود، به تصویب نرسد؛ امّا این موازین در قانون اساسی توضیح داده نشده است؛ بنابراین چند روحانی می‌توانند قانون مصوب نمایندگان مردم را وتو کنند. در حوزهٔ قوهٔ اجرائیه نیز نهادی به عنوان «رهبر» ایجاد کرده‌اند که تمام اختیارات را به او داده‌اند، زیرا که او را نمایندهٔ امام زمان تلقی می‌کنند، یعنی بازگشت به حقوق الهی. این بدین معناست که این مردم نیستند که قوانین را از طریق نمایندگان خود تعیین می‌کنند، بلکه حدود ۸۰ درصد اختیارات را به رهبر واگذار کرده‌اند و بقیهٔ قوانین را نیز اگر مجلس تصویب کرد، چند روحانی بدون اینکه منتخب مردم باشند، می‌توانند رد کنند؛ در نتیجه، «جمهوریت» نظام جمهوری اسلامی ایران عملاً بلاموضوع می‌شود.

### حکومت اسلامی واپسگرا
علی مطهری نمایندهٔ مجلس در سال ۱۳۹۹ تأکید کرد که «در حال انتقال از حکومت جمهوری اسلامی به حکومت اسلامی هستیم» و اعلام کرد که عدّه‌ای در حکومت به‌صورت جدی به دنبال حکومت اسلامی هستند؛ چرا که رأی مردم را تزئینی می‌دانند. به گفتهٔ او این افراد اعتقاد دارند که «مجلس یک نهاد مشورتی و نهادی است که باید منویات رهبری را اجرا کند» و «رئیس‌جمهور مستقیماً باید منصوب رهبری باشد.» همچنین علی خامنه‌ای همواره در صورت تمایل توانسته اکثریت مجلس را به رأی دادن یا ندادن به موضوعات مشخص وادار کند. به نظر می‌رسد که رهبر جمهوری اسلامی در سال‌های اخیر به تدریج قدرت نهادهای غیر انتصابی را کاهش و در مقابل قدرت سپاه پاسداران را افزایش داده است که در نتیجه سپاه پاسداران، به عنوان نهادی که از حمایت علی خامنه‌ای برخوردار بوده، همواره برای دولت، مجلس یا سایر نهادهای انتصابی نظام از جمله قوه قضائیه، صدا و سیما و هیئت‌های نظارت شورای نگهبان نیز اعمال قدرت می‌کند.

### دیکتاتوری نظامی-امنیتی
از دیدگاه منتقدان رویکرد رهبران کنونی جمهوری اسلامی، بخش امنیتی و نظامی جمهوری اسلامی با همراهی روحانیون همسو، در عمل توانسته موقعیت روحانیت در نظام را از جایگاه نخست پیشین تنزل دهد که خود باعث از بین رفتن پشتوانهٔ قشرهای سنتی از جمهوری اسلامی شده که در نهایت این رویکرد باعث می‌شود که نظام جمهوری اسلامی هر چه بیشتر به سمت امنیتی و نظامی شدن پیش برود.

### اقتدارگرایی رقابتی
به اعتقاد عدّه‌ای از کارشناسان سیاسی، نظام جمهوری اسلامی ایران، نه نظامی دموکراتیک است و نه نوعی اقتدارگرایی تمام عیار. در نظام‌های اقتدارگرایی رقابتی، نظام‌ها به دو نوع دستگاه ایدئولوژیک و اعمال قدرت همزمان تکیه می‌کنند تا با اقتضای «ضرورت» و «حاجت» دردسرهای جدی را از سر بگذرانند، بدون اینکه ناگزیر به اجرای اصلاحات اساسی شوند یا در صورت بستن راه‌های اصلاحات محکوم به فروپاشی شوند.

### دزدسالاری تمامیت‌خواهانهٔ دینی-مارکسیستی
به گفتهٔ برایان هوک، اقتصاد ایران یک دزدسالاری فقط به نفع حاکمان، ایدئولوژی مارکسیست حکومت دینی تمامیت‌خواهی شده است.

### دولت مافیایی و تبهکار
نظام جمهوری اسلامی ایران را نمی‌توان به‌مثابه یک دولت-ملّت یا یک دولت قانون اساسی در نظر گرفت، بلکه نزدیک‌ترین تعبیر به مدل سیاسی حاکم بر ایران، دولت تبهکار (criminal state) یا دولت مافیا (mafia state) خواهد بود. حکومت حاکم بر ایران به‌طور کامل به حاکمیت قانون پایان داده است و سپاه پاسداران به‌مثابه یک سازمان تبهکار تمامی ابزارهای قدرت سیاسی، نظامی و اقتصادی را در انحصار خود گرفته و گروهک‌سالاری یا الیگارشی همهٔ ابزارهای تولید قدرت و ثروت را در قبضه گروه کوچکی از نزدیکان رهبر ایران درآورده است که مالکیت بر تمام شئون زیست فردی و جمعی جامعه را حق ذاتی خود می‌دانند و هیچ مسئولیتی در برابر جامعه برای خود قائل نیستند و هیچ الزامی نیز برای پاسخگویی نمی‌بینند. این حکومت تمامی ابزارهای مشروع کنترل سیاسی و اقتصادی را رها کرده و همچون یک باند جنایتکار از طریق تهدید، اخاذی، آدم‌ربایی، گروگان‌گیری، ترور و گسترش وحشت از طریق نمایش قساوت و شکنجه تلاش می‌کند تا جامعه را تحت کنترل خود نگه دارد. این کنترل، نه برای ادارهٔ کشور و جامعه، بلکه تنها برای کسب درآمد و گسترش حوزهٔ پول‌سازی اعمال می‌شود. سیاست خارجی متناقض نظام جمهوری اسلامی ایران را نیز تنها از این دریچه است که می‌توان به‌مثابه یک کل یکپارچه و منسجم فهمید؛ چرا که از دیدگاه یک دولت-ملّت که بر منافع ملّی متمرکز است، نمی‌توان منطق رفتارهای خصمانه و انزواطلبانه این حکومت را در عرصهٔ بین‌المللی درک کرد. این سیاست‌ها، تنها از دیدگاه یک سازمان جنایتکار صاحب ابزارهای حاکمیتی قابل درک است که بر منافع یک گروهک خاص متمرکز است و تنها به گسترش حوزهٔ نفوذ و کسب درآمد برای این گروهک خاص می‌اندیشد.

## ساختار سیاسی

نمودار دیاگرام ساختار قدرت سیاسی در نظام جمهوری اسلامی ایران. در نهایت همهٔ قدرت حکومت به رهبر جمهوری اسلامی ختم می‌شود.

ساختار سیاسی ایران شامل اشخاص حقیقی و حقوقی زیر است. رهبر در راس حکومت قرار دارد. پس از رهبر ساختار سیاسی جمهوری اسلامی بر پایه سه قوه مجریه، قضائیه و مقننه است. جمهوری اسلامی نظامی مبتنی بر حکومت اسلامی است و زیربنای تشکیل این حکومت را دین‌سالاری شکل داده است.
به‌طور کلّی این حکومت خودش را نه تئوکراسی و نه دموکراسی، بلکه تلفیق این دو یا به عبارتی حکومتی تئودموکراتیک معرفی می‌کند.

### قانون اساسی
اولین سخن‌ها از قانون اساسی برای حکومت اسلامی، توسط خمینی در پاریس صورت گرفت. خمینی در اولین سخنرانی خود در بدو ورود به ایران، اعلام کرد که مجلس مؤسسان شکل خواهد گرفت و دولتی دائمی به سر کار خواهد آمد. در حکم نخست‌وزیری بازرگان نیز به وظیفه او برای تشکیل مجلس مؤسسان اشاره شده بود. به همین منظور در ۸ فروردین ۱۳۵۸، شورای عالی طرح‌های انقلاب شکل گرفت. یکی از وظیفه‌های این شورا، تهیه طرح قانون اساسی بر مبنای ضوابط اسلامی و اصول آزادی عنوان شده بود. حسن حبیبی از طرف خمینی مأمور شد تا پیش نویسی برای قانون اساسی بنویسد. چند پیش نویس دیگر هم با این پیش نویس تلفیق شد و پس از بازنگری شورای عالی، برای خمینی و چند مرجع تقلید شیعه ارسال شد. پس از اختلاف بر سر چگونگی تصویب قانون اساسی و نصب هیئت مؤسسان، بنا شد تا مجلسی با عنوان خبرگان تشکیل شود و پیش نویس قانون اساسی به یک محصول نهایی تبدیل و آن محصول به رفراندوم گذاشته شود. ۱۲ مرداد ۱۳۵۸ انتخابات مجلس خبرگان برگزار شد و ۷۳ نماینده به مجلس راه یافتن. حسینعلی منتظری رئیس این مجلس و بهشتی نائب رئیس آن شد. در ۲۰ آبان ۱۳۵۸ قانون اساسی با ۱۷۵ اصل صورت بندی شد و شورای انقلاب همه‌پرسی این قانون را با رای آری یا نه در روز ۱۱ و ۱۲ آذر ۱۳۵۸ به رای گذاشت. ۹۹ درصد شرکت کنندگان به این قانون رای آری دادند. پس از گذشت ۱۰ سال از تصویب قانون اساسی، خمینی طی حکمی به رئیس‌جمهور، دستور داد تا متممی را برای قانون اساسی بنویسد و بر این اساس قانون اساسی مورد بازنگری قرار گرفت. مسائلی از جمله رهبری، قوه مجریه، قوه قضاییه، صدا و سیما، تعداد نمایندگان مجلس شورای اسلامی، مجمع تشخیص مصلحت نظام، بازنگری در قانون اساسی و تغییر نام مجلس شورای اسلامی از مسائل مورد بازنگری در این متمم بود. در این تغییر ۴۶ اصل تغییر و بازنگری شد و در ۶ مرداد ۱۳۶۸ همه‌پرسی آن با ۹۷ درصد موافق به اتمام رسید.

### رهبر

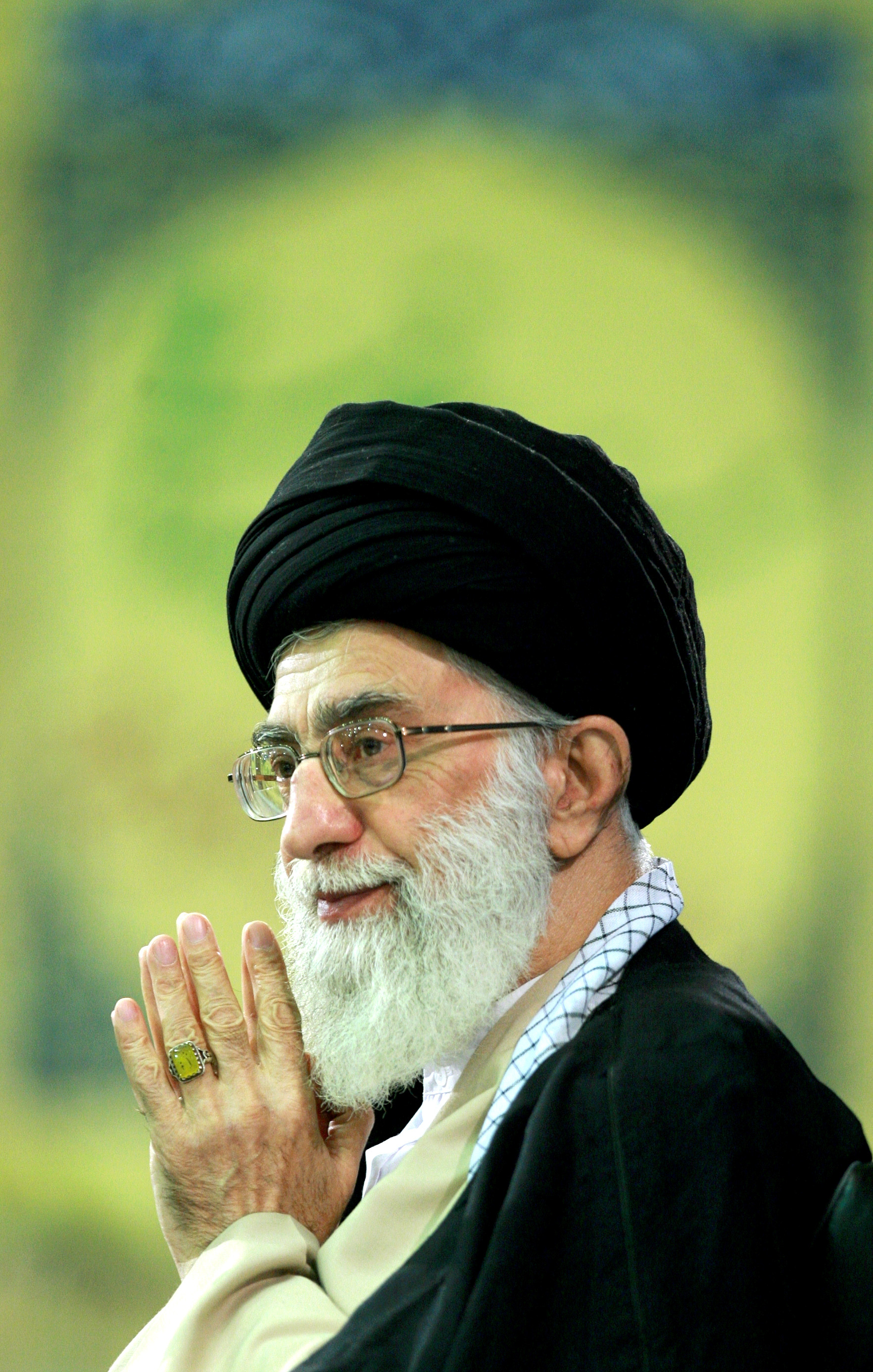
سید علی خامنه‌ای، رهبری کنونی (دومین رهبر) جمهوری اسلامی ایران

رهبر، بالاترین مقام رسمی در جمهوری اسلامی است که تصدی آن را ولایت مطلقه فقیه که از سوی مجلس خبرگان رهبری تعیین می‌شود، ریشه طرح حکومت اسلامی بر مبنای ولایت فقیه به مجموعه نظرات روح‌الله خمینی در کتاب ولایت فقیه و نقش حسینعلی منتظری، که از عوامل کلیدی در گنجاندن اصل ولایت فقیه در قانون اساسی بود بازمی‌گردد. پس از بازنگری در قانون اساسی در سال ۱۳۶۸، لفظ «مطلقه» به ولایت فقیه اضافه شد که حسینعلی منتظری این عمل را «از مصادیق بارز شرک» عنوان می‌کند که حتی پیامبر اسلام نیز از چنین حقی برخوردار نبوده است. همچنین مهدی حائری یزدی از فقهای برجسته معاصر ایران از تناقض درونی نظریه ولایت فقیه و «توالی فاسد غیراسلامی و غیرانسانی» آن سخن به میان می‌آورد و همکاری با این حکومت را جور و حرام می‌داند.

#### اختیارات قانونی و دخالت در امور قوای سه‌گانه
قانون مدنی ایران رهبر را دارای اختیار امضای حکم و عزل رئیس‌جمهور می‌داند، همچنین او با نصب فقهای شورای نگهبان بر قوهٔ مقننه اعمال نفوذ می‌کند، او همچنین دارای اختیارات عزل و نصب رئیس قوه قضائیه است. در دیدگاه منتقدان شورای نگهبان حلقه‌ای بسته را شکل می‌دهد که باید قوانین را علیه خود تصویب کند که عملاً به عنوان ابزاری در دست گروهی خاص قرار گرفته است.
در دهه ابتدایی جمهوری اسلامی و در زمان حیات روح‌الله خمینی، نهادهای رسمی تا حدودی مستقل‌تر بودند و رهبر وقت که اقتدارش را نه از جایگاه رسمی و قانونی‌اش پس از انقلاب که به واسطهٔ رهبری آن انقلاب به دست آورده بود، به‌رغم دخالت‌های گاه‌وبیگاهش در امور قوای سه‌گانه، تا حدودی به تفکیک سه قوه و کارکرد ذاتی قوا احترام می‌گذاشت. از دیگر سو، دخالت‌های وی در امور قوا به شکل مستقیم و بدون پرده‌پوشی انجام می‌شد و خمینی نیازی نمی‌دید که برای انجام این دخالت‌ها متوسل به شکل‌دادن نهادهای غیررسمی و انتقال قدرت قوای رسمی به این نهادها شود؛ امّا علی خامنه‌ای در بیش از سه دهه زمامداری خود به عنوان رهبر، به شیوه‌ای متفاوت با روح‌الله خمینی، رهبر پیشین ایران عمل کرده است. در سال ۱۳۷۰ و با تصویب نظارت استصوابی شورای نگهبان، عملاً تعیین حدود انتخابات، کاندیداها و نوع رقابت در اختیار رهبری قرار گرفت.

### قوه مقننه
قوه مقننه جمهوری اسلامی ایران دو بخشی است مجلس شورای اسلامی و شورای نگهبان، فرایند قانون‌گذاری در جمهوری اسلامی ایران ابتدا در مجلس شورای اسلامی آغاز می‌شود، سپس این مصوبات به شورای نگهبان رفته و در صورت تأیید این شورا مصوبات، قانون لازم‌الاجرا می‌گردند.

#### مجلس شورای اسلامی
مجلس شورای اسلامی در ایران کار قانون‌گذاری و نظارت بر دولت را دارد. نمایندگان مجلس شورای اسلامی از میان نامزدهای تأیید صلاحیت شده توسط شورای نگهبان هر ۴ سال یکبار توسط رأی مستقیم مردم انتخاب می‌شوند. قوانین تصویب‌شده توسط نمایندگان مجلس تا هنگامی که به تصویب شورای نگهبان نرسد، قانوناً قابل اجرا نیست.
رئیس مجلس شورای اسلامی از میان نمایندگان مجلس با رأی اعضا به صورت سالانه انتخاب می‌شود.
بر پایه اصل ۶۴ قانون اساسی جمهوری اسلامی ایران، تعداد نمایندگان مجلس شورای اسلامی دویست و هفتاد نفر است و از تاریخ همه‌پرسی سال ۱۳۶۸ خورشیدی پس از هر ده سال، با در نظر گرفتن عوامل انسانی، سیاسی، جغرافیایی و نظایر آن‌ها حداکثر بیست نفر نماینده می‌تواند اضافه شود.
زرتشتیان و کلیمیان هر کدام یک نماینده و مسیحیان آشوری و کلدانی مجموعاً یک نماینده و مسیحیان ارمنی جنوب و شمال هر کدام یک نماینده انتخاب می‌کنند. در عین حال، پیروان این ادیان در قوانین ایران از حقوقی برابر با شهروندان مسلمان برخوردار نیستند و محدودیت‌هایی نیز برای فعالیت‌های دینی آنان وجود دارد. همچنین محدودیت‌های بیشتری شامل حال مذاهبی می‌شود که در قانون اساسی جمهوری اسلامی به رسمیت شناخته نمی‌شوند؛ از جمله بهائیان، یارسان و سایر اقلیت‌ها که در سه دهه اخیر گزارش‌های متعددی از آزار آنان منتشر شده است.
نمایندگان مجلس شورای اسلامی مسئول تصویب قوانین کشور تحت قوانین اصلی قانون اساسی هستند. بر اساس قانون اساسی هیچ‌یک از قوانین مصوب مجلس شورای اسلامی نباید با اصول قانون اساسی یا اصول شرع اسلام در تضاد باشد؛ به همین دلیل، تمامی مصوبان نمایندگان مجلس باید به تأیید شورای نگهبان برسد تا همخوانی این قوانین با شرع اسلام و قانون اساسی تأیید شود. هم‌اکنون ریاست مجلس برای یک دوره چهارساله در دست محمدباقر قالیباف است.

### قوه مجریه (دولت)
قوه مجریه جمهوری اسلامی ایران، بدنه اصلی اجرایی حکومت به حساب می‌آید. رئیس قوه مجریه رئیس‌جمهور است که با رأی مستقیم مردم انتخاب می‌شود. نامزدهای ریاست‌جمهوری پیش از انتخاب شدن می‌بایست توسط شورای نگهبان تأیید صلاحیت شوند. رئیس‌جمهور با انتخاب وزیران مختلف، دولت را تشکیل می‌دهد. هر یک از وزرا باید به‌طور جداگانه از مجلس رأی اعتماد بگیرد.

### قوه قضائیه
بر پایه اصل۱۵۶ قانون اساسی جمهوری اسلامی، قوه قضاییه قوه‌ای است مستقل که پشتیبان حقوق فردی، اجتماعی و مسئول تحقق بخشیدن به عدالت است. اما از نظر منتقدان استقلال قوه قضاییه نیازمند جدا شدن نهاد دین از دولت است چرا که شرط لازم نظام دموکراتیک التزام به آزادی و حقوق بشر است اما خامنه‌ای مخالفت خود را با ایده «جدایی دین از دولت» اعلام کرده است. انتقاد دیگری که منتقدان وارد می‌کنند وابستگی قضات به دستگاه حکومت است. رئیس قوه قضاییه توسط شخص رهبر تعیین می‌شود و سایر قضات جمهوری اسلامی رسماً اعلام می‌کنند که «تابع منویات مقام معظم رهبری» هستند. همچنین منتقدان به دلیل ماهیت اقتصاد رانتی جمهوری اسلامی فساد دستگاه قضایی را عامل دیگری در مقابل استقلال دستگاه قضایی می‌بینند و این فساد را گریبان‌گیر رشوه‌گیری‌های قضات از شاکیان و متهمان تا مقامات بلندپایه بلندپایه دستگاه قضایی جمهوری اسلامی می‌دانند. رئیس پیشین قوه قضاییه جواد لاریجانی با اتهام فسادهای اقتصادی گسترده روبرو بوده و رئیس سابق قوه قضاییه ابراهیم رئیسی از اعضای «هیئت قضایی اعدام‌های دسته‌جمعی زندانیان سیاسی سال ۶۷» و متهم به «نقض حقوق بشر» بوده است.
رئیس کنونی قوه قضائیه، غلامحسین محسنی اژه‌ای است.

#### شورای نگهبان
براساس قانون جمهوری اسلامی اعضای شورای نگهبان مشکل از ۱۲ عضو است که ۶ عضو فقیه و ۶ عضو حقوقدان است. ۶ عضو فقیه این شورا توسط رهبر انتخاب می‌شوند. ۶ عضو حقوقدان این مجلس هم توسط رئیس قوه‌قضائیه و مجلس شورای اسلامی به رأی مجلس گذاشته می‌شود.

### سایر نهادها غیرنظامی

#### مجلس خبرگان رهبری
از وظایف مجلس خبرگان در قانون جمهوری اسلامی تعیین و عزل رهبر جمهوری اسلامی و نظارت بر فعالیت‌های او است. با این حال احمد جنتی رئیس مجلس خبرگان عنوان کرده است که وظیفه این شورا بیان مواضع رهبر جمهوری اسلامی به مردم است.

#### مجمع تشخیص مصلحت نظام
مجمع تشخیص مصلحت نظام، یکی از نهادهای نظام جمهوری اسلامی ایران است که از سال ۱۳۶۸ ایجاد شده و تعیین اعضای حقیقی آن به عهدهٔ مقام رهبری است. مجمع تشخیص مصلحت نظام، مسئولیت تصمیم‌گیری در سیاستهای کلان داخلی و خارجی ایران و حل اختلاف میان مجلس شورای اسلامی و شورای نگهبان را برعهده دارد. این مجمع وظایف ۱۱ گانه از جمله تدوین برنامه چشم‌انداز ۲۰ ساله (از ۱۳۸۴ تا ۱۴۰۴) و نظارت بر اجرای آن را بر عهده دارد. از سال ۱۳۸۵ رهبر جمهوری اسلامی، اختیار نظارت بر عمل کرد قوای سه‌گانه را که از اختیارات رهبر است، به این مجمع واگذار کرد. صادق لاریجانی ریاست این مجمع را برعهده دارد.

#### شوراها

##### شورای عالی استان‌ها
شورای عالی استان‌ها، بزرگ‌ترین نهاد شورایی در ساختار سیاسی جمهوری اسلامی ایران است. اعضای این شورا متشکل از نماینده شورای هر استان است که از بین نمایندگان شوراهای شهر و روستا انتخاب شده‌اند.

##### شورای استان
شورای استان یا شورای اسلامی استان، به عنوان عالی‌ترین شورا در هر استان، یک شورای مشورتی_نظارتی است. شورای استان نهادی انتخابی است که از نمایندگان شوراهای شهرستان‌های تابعه تشکیل می‌شود.

##### شوراهای شهر و روستا
اولین انتخابات رسمی شوراها در قالب انتخابات شهر و روستا در اسفند ۷۷ و در چارچوب برنامه توسعه سیاسی و گسترش نهادهای مدنی و مشارکت عمومی دولت وقت برگزار شد و در ۹ اردیبهشت ۷۸ اولین دوره فعالیت چهارساله شوراهای شهر و روستا شروع به کار کرد. برگزاری انتخابات مبتنی بر قانون تشکیلات وظایف و انتخابات شوراها بود که بعد از چند بار انجام اصلاحیه در خرداد ۷۵ توسط مجلس پنجم تصویب شد.

##### شورای عالی امنیت ملی
شورای عالی امنیت ملی جمهوری اسلامی ایران، شورایی است که به منظور پاسداری از انقلاب ۱۳۵۷، تأسیس شده است. این شورا مهم‌ترین وزنه تصمیم‌گیری در سیاست خارجی و امور دفاعی و امنیتی کشور محسوب می‌شود. بر اساس اصل ۱۷۶ قانون اساسی ایران، وظایف این شورا عبارتند از: تعیین سیاست‌های دفاعی-امنیتی کشور، در محدوده سیاست‌های کلی تعیین شده از طرف رهبر جمهوری اسلامی، هماهنگ نمودن فعالیت‌های سیاسی، اطلاعاتی، اجتماعی، فرهنگی و اقتصادی در ارتباط با تدابیر کلی دفاعی-امنیتی و بهره‌گیری از امکانات مادی و معنوی کشور برای مقابله با تهدیدهای داخلی و خارجی.

##### شورای عالی انقلاب فرهنگی
شورای عالی انقلاب فرهنگی در تاریخی ۱۹ آذر ۱۳۶۳ تأسیس شده است. این شورا به ریاست رئیس‌جمهور یکی از نهادهای حکومتی جمهوری اسلامی ایران است که با فرمان سید روح‌الله خمینی تشکیل شد. گسترش و نفوذ فرهنگ اسلامی در شئون جامعه، تزکیه محیط‌های علمی و فرهنگی از افکار مادّی و نفی مظاهر و آثار غرب‌زدگی از فضای فرهنگی جامعه، تحول دانشگاه‌ها، مدارس و مراکز فرهنگی و هنری بر اساس فرهنگ صحیح اسلامی و حفظ و احیا و معرفی آثار و مآثر اسلامی و ملّی از وظایف این شورا دانسته شده است.

##### شورای عالی هماهنگی اقتصادی سران قوا
این شورا برای تصمیم‌گیری دربارهٔ معضلات اساسی اقتصاد کشور در سال ۱۳۹۷ تشکیل شده و اکنون دربارهٔ امور اساسی کشور به جای نهادهایی چون هیئت دولت، مجلس شورای اسلامی، بانک مرکزی، شورای عالی امنیت ملی تصمیم‌گیری می‌کند.

#### صدا و سیمای جمهوری اسلامی ایران
صدا و سیما، سازمانی رسانه‌ای است که تنها متولی قانونی پخش برنامه‌های رادیویی و تلویزیونی در جمهوری اسلامی ایران است. رئیس صدا و سیما توسط رهبر جمهوری اسلامی انتخاب می‌شود با این حال علی خامنه‌ای ادعا می‌کند که او نقشی در مدیریت این سازمان ندارد. بنابر اساسنامه صدا و سیما، هدف اصلی این سازمان ایجاد محیطی مساعد برای تزکیه و شتاب بخشیدن به حرکت تکاملی انقلاب اسلامی در سراسر جهان است. این هدف‌ها در چهارچوب برنامه‌های ارشادی، آموزشی، خبری و تفریحی این سازمان اجرا می‌شوند.
صدا و سیما آشکارا به حمایت رسانه‌ای از اسلام و حکومت جمهوری اسلامی می‌پردازد؛ عملکرد این سازمان توسط ایرانیان مورد انتقاد واقع شده و برخی آن را «دستگاه تولید دروغ» نامیده‌اند. مسئول بخش ایران و افغانستان در سازمان گزارشگران بدون مرز، اعلام کرد رسانه‌هایی نظیر صداوسیما تنها در چند کشور دیگر از جمله چین و کره شمالی وجود دارند. گزارش‌ها حاکی است که این سازمان در زمان اعتراضات مردمی با فیلمبرداری از معترضان برای آن‌ها پرونده‌سازی می‌کند و همچنین با پخش اعترافات تلویزیونی از دستگیرشدگان و همکاری در اعتراف‌گیری و پخش برنامه‌هایی بر خارجی بودن و هدایت شده بودن اعتراضات جهت‌گیری می‌کند. نهادهای امنیتی و اطلاعاتی با کمک صدا و سیما به ضبط و پخش «اعترافات اجباری» مبادرت می‌کنند. منتقدان می‌گویند که از این اعتراف‌ها اغلب در دادگاه‌ها به عنوان مدرک بهره برده می‌شود. در سال ۱۳۹۸، اثبات شد که این سازمان برای ۲ بار مصاحبه‌های ساختگی پخش کرده است. در این مصاحبه‌ها نخست یکی از راننده‌های صداوسیما خود را به عنوان فردی که از تظاهرات مردم آسیب دیده است، جا می‌زند و در برابر دوربین گریه می‌کند؛ کمی بعد، یکی از تصویربرداران قدیمی سازمان به عنوان شهروند در برابر دوربین قرار گرفته و از مسئولان هدف قرار گرفتن هواپیمای اوکراینی دفاع می‌کند. در ۵ تیر ۱۳۹۹ سازمان عدالت برای ایران و فدراسیون بین‌المللی جوامع حقوق بشر، در گزارش ۵۷ صفحه‌ای، نتیجه بیش از ۱۵۰۰ ساعت تحقیق، و تحلیل بیش از ۱۵۰ برنامه و ۱۳ مصاحبه تفصیلی با قربانیان اعترافات اجباری گفت در طی یک دهه اخیر دست‌کم اعترافات اجباری ۳۵۵ نفر و محتوای افتراآمیز علیه ۵۰۵ تن، از تلویزیون دولتی ایران پخش شده است. در این گزارش گفته شده که صدا و سیما با وزارت اطلاعات و سپاه پاسداران در ضبط اعترافات همکاری کرده است. در این گزارش آمده که:
- برای تهیه اعتراف اجباری از «الگوهای مشخصی» شامل شکنجه‌های شدید جسمی مثل شلاق، آویزان کردن، شوک الکتریکی تا شکنجه‌های روانی مانند اعدام ساختگی، تهدید به تجاوز و… استفاده می‌شود.
- در هنگام ضبط، شباهت کارگردانی، صحنه و ظاهر فرد اعتراف کننده با برنامه‌های قبلی نشان از «سناریوی» ساخته شده و «صحنه‌آرایی» می‌دهد.
- در این گزارش آمده که یکی از اهداف اعتراف‌گیری ایجاد «حس ترس و دلسردی» در جامعه و «عادی‌سازی سرکوب» و «استفاده از محتوای برنامه به عنوان مدرک» برای مجازات فرد است.
- همچنین در ان گزارش آمده که ساخت این نوع برنامه‌ها خانواده و اعتبار فرد اعتراف‌کننده را تحت تأثیر قرار می‌دهد و از اطلاعات خصوصی او استفاده می‌کنند؛ به‌طوری‌که افراد گفته‌اند این از لحاظ روانی برای آنان بدترین شکنجه بوده است.[۷۹]

### نهادهای نظامی

#### سپاه پاسداران انقلاب اسلامی
سپاه پاسداران، نهادی است که برای نگهبانی از جمهوری اسلامی و دستاوردهای آن ایجاد شده است و افزون بر نیروهای رسمی زمینی، هوایی و دریایی، نیروی مقاومت بسیج را نیز در بر می‌گیرد. سرداران سپاه پاسداران تأکید کرده‌اند که این سازمان نام «ایران» را پسوند خود ندارد و هدف آن پاسداری از دستاوردهای انقلاب است. نیروهای سپاه پاسداران شامل: نیروی زمینی سپاه پاسداران انقلاب اسلامی، نیروی هوافضا سپاه پاسداران انقلاب اسلامی، نیروی دریایی سپاه پاسداران انقلاب اسلامی، نیروی مقاومت زمینی بسیج، نیروی قدس می‌شود. فرمانده کل سپاه مستقیماً توسط رهبر جمهوری اسلامی انتخاب می‌شود و جانشین و فرماندهان ستاد مشترک و نیروها به پیشنهاد فرمانده کل و با تصویب و حکم رهبر انتخاب می‌شوند. علاوه‌بر آن دو ساختار دیگر در سپاه به نام‌های حوزه نمایندگی ولی فقیه و سازمان حفاظت اطلاعات وجود دارد که اوّلی کاملاً مستقل از ساختار فرماندهی و مستقیماً زیر نظر رهبر قرار دارد و دومی نیز تقریباً مستقل از فرماندهی است و فرمانده آن را رهبر با پیشنهاد فرمانده سپاه انتخاب می‌کند و فرمانده آن مستقیماً با دفتر عمومی حفاظت اطلاعات در دفتر رهبری و شخص رهبر مرتبط است و به او گزارش می‌دهد.
سپاه پاسداران در جنگ عراق ابتکار عملیات را از دست ارتش درآورد و سپس با در اختیار گرفتن نیروهای بسیج، ایجاد زندان‌های پنهان و سازمان‌های اطلاعاتی اهرم کنترل امنیتی، نظام جمهوری اسلامی را عملاً در دست گرفت و با پشتیبانی و سازمان‌دهی گروه‌های شبه‌نظامی قدرت خود را به بیرون مرزهای ایران گسترش داد. سپاه پاسداران به‌ویژه در ابتدای رهبری علی خامنه‌ای و ریاست‌جمهوری اکبر هاشمی رفسنجانی به اعمال نفوذ در زمینه‌های اقتصادی و سیاسی هم برآمد. سرداران سپاه در سال‌های پایانی ریاست‌جمهوری محمد خاتمی و به‌ویژه در دوران محمود احمدی‌نژاد توانستند رده‌های بلندپایه بسیاری را در اختیار خود بگیرند. میزان نفوذ سپاه در دورهٔ محمود احمدی‌نژاد به قدری بود که او از اصطلاح «برادران قاچاقچی» برای ورود غیرقانونی حجم انبوهی سیگار توسط این گروه نظامی استفاده کرد.
سال‌هاست که علی خامنه‌ای، رهبر ایران به‌طور فزاینده‌ای به سپاه پاسداران برای حفظ حکومت خود در برابر حملات خارجی و طبقهٔ متوسطی که خواستار اصلاحات هستند، ولی قادر به اجرایی کردن آن نیستند یا نمی‌خواهند قدمی به جلو بردارند و احیاناً هزینه‌ای بپردازند، تکیه کرده است ولی حمایت سپاه پاسداران از رهبر جمهوری اسلامی ایران، بهایی داشته و آن، نفوذ و تصمیم‌گیری در امور استراتژیکی ایران به همراه نفوذ سیاسی در داخل و کنترل بخش قابل توجهی از اقتصاد ایران توسط این نیروی نظامی است. قدرت اقتصادی سپاه پاسداران را می‌توان در پروژه‌های بدون انجام مراحل مناقصه با قرارگاه سازندگی خاتم‌الانبیاء (شرکت تحت کنترل سپاه) دید. سپاه سودی را که از این راه به دست می‌آورد، در مؤسسات مالی ویژهٔ خود انباشته می‌کند و از این وجوه برای خرید شرکت‌هایی در بورس اوراق بهادار تهران استفاده می‌کند. از این نظر، تقریباً شبیه کاری است که الیگارش‌های نسل اوّل روسیه پس از فروپاشی اتحاد جماهیر شوروی انجام دادند.

#### ارتش جمهوری اسلامی ایران
ارتش جمهوری اسلامی ایران پیکرهٔ اصلی نیروهای مسلح ایران را تشکیل می‌دهد. وظیفهٔ اصلی ارتش «حفاظت از استقلال و تمامیت ارضی کشور» است. امروزه ارتش ایران از ۴ نیروی زمینی، نیروی دریایی، نیروی هوایی و نیروی پدافند هوایی تشکیل می‌شود که به‌همراه سپاه پاسداران و نیز نیروی انتظامی، مجموعهٔ نیروهای مسلح ایران را تشکیل می‌دهند.
در سال اوّل انقلاب و به‌ویژه پس از وقوع کودتای نوژه، بسیاری از افسران بلندپایه ارتش تصفیه شدند که باعث از بین رفتن ساختار ارتش شد. کاهش طول دورهٔ خدمت وظیفه عمومی توسط دولت موقت به یک سال، انتقال پرسنل متخصص و فنی به خارج از یگان‌های رزمی، اخراج چهل هزار مستشار آمریکایی که برای آموزش با ارتش ایران همکاری می‌کردند، فرار یا خانه‌نشین شدن تعداد زیادی از فرماندهان نظامی، عدم خرید هرگونه تجهیزات و تسلیحات، لغو قرارداد خریدهای خارجی و طرح فروش اقلام عمدهٔ تجهیزات ارتش، ازهم‌پاشیدگی سیستم اطلاعاتی ارتش و فراخواندن وابسته‌های نظامی به کشور، تضعیف آموزش و تعمیر و نگهداری و نیز تلفاتی که در مأموریت‌های ارتش برای برقراری امنیت در مناطق مختلف کشور به‌خصوص در کردستان پیش آمد از جمله عوامل تضعیف ارتش بودند. در سال نخست جنگ، مدیریت و کنترل جبهه‌ها بیشتر بر عهده فرماندهان ارتش بود. سپاه پاسداران در آن روزها در اوایل عمر خود به سر می‌برد و هیچ تصور و ادراکی از یک جنگ تمام‌عیار و جنگیدن با یک ارتش مجهز را نداشت.

#### نیروی انتظامی جمهوری اسلامی ایران
فرماندهی انتظامی جمهوری اسلامی ایران شاخه‌ای از نیروهای مسلح ایران است، که وظایف پلیس و مرزبانی را در کشور برعهده دارد. نیروی انتظامی جمهوری اسلامی ایران در سال ۱۳۷۰ از ادغام شهربانی، ژاندارمری و کمیته انقلاب اسلامی تشکیل شد. فرماندهی انتظامی جمهوری اسلامی ایران در سال ۱۴۰۰ با هدف تغییر ساختار نیروی انتظامی و ارتقاء ساختار آن از سطح نیرو به فرماندهی، ایجاد شد. فراجا هم‌اکنون مسئولیت حفظ امنیت درون ایران را برعهده دارد و کارکرد آن توسط وزارت کشور نظارت می‌شود. شمار کارکنان فعال در فرماندهی انتظامی (افسران و درجه‌داران) بالغ بر ۶۰ هزار نفر برآورد شده است. هم‌اکنون سرتیپ پاسدار احمدرضا رادان فرماندهی کل انتظامی را برعهده دارد.

### پیچیدگی سیستم سیاسی ایران
بنا بر قانون اساسی، مجلس خبرگان بر عملکرد رهبری نظارت می‌کند. مجلس خبرگان توسط آرای مردم انتخاب می‌شود ولی کاندیداهای مجلس خبرگان توسط شورای نگهبان صلاحیت‌سنجی می‌شوند. اعضای شورای نگهبان ۱۲ نفر شامل ۶ فقیه و ۶ حقوقدان هستند. ۶ فقیه توسط رهبر منصوب می‌شوند و ۶ حقوقدان هم توسط مجلس از میان حقوقدانان مسلمان معرفی شده توسط رئیس قوه قضائیه که او هم توسط رهبر منصوب می‌شود، انتخاب می‌شوند.
به بیان دیگر رهبر اعضای شورای نگهبان را به صورت مستقیم و غیرمستقیم منصوب می‌کند و شورای نگهبان هم کاندیداهای مجلس خبرگان را رد صلاحیت می‌کند و می‌تواند مانع راهیابی کاندیداهای منتقد یا مخالف رهبری به مجلس خبرگان شود؛ بنابراین هدف نظارت بر رهبری که وظیفهٔ مجلس خبرگان است، به وقوع نمی‌پیوندد.
اصلاح‌طلبان معتقدند که این سیستم یک چرخهٔ بسته قدرت به وجود می‌آورد که هیچ‌گاه از دست رهبر خارج نمی‌شود. اصلاح‌طلبانی همچون محمدعلی ابطحی این مسئله را مهم‌ترین مانع قانونی برای جنبش اصلاحات در ایران می‌دانند.

## رویکرد اقتصادی و رفاهی
جمهوری اسلامی در ابتدای استقرار با شعار «نه شرقی، نه غربی» و به دنبال ایده اقتصاد اسلامی بود. این شعار در اصل سوم قانون اساسی «اقتصاد صحیح و عادلانه» عنوان می‌شود که هدف از آن «بر طرف ساختن هر نوع محرومیت در زمینه‌های تغذیه و مسکن و کار و بهداشت و تعمیم بیمه.» عنوان شده است. منتقدان این نوع اداره اقتصاد را همانند سایر مدیریت‌های جمهوری اسلامی از نوع سیاسی می‌دانند و آن را اقتصاد سیاسی نامگذاری کرده‌اند. مبانی اقتصادی جمهوری اسلامی تبیین نشده است و حتی از راهبردهای مکاسب مرتضی انصاری برای تدوین نظام اقتصادی نیز کمتر بهره گرفته شده است. اقتصاد ایران در سه بخش اصلی در حال فعالیت است. بخش حاکمیت، بخش دولتی و بخش خصوصی. به گزارش منابع مرتبط با جمهوری اسلامی، در سالهای اولیه پیروزی انقلاب ۱۳۵۷ درآمد نفتی ایران کاهش یافت. در کنار آن میزان مصرف داخلی افزایش پیدا کرد. تولید نفت ایران از ۶ میلیون بشکه به ۳٫۵ میلیون بشکه کاهش و میزان مصرف داخلی از ۰٫۵ میلیون بشکه به ۱٫۵ میلیون بشکه افزایش یافت.
سعید امیرارجمند نقل کرده است که خمینی در ۲۴ اوت ۱۹۷۹ گفته «اقتصاد مال خر است. مردم ما برای اسلام انقلاب کرده‌اند نه خربزه» در منبعی دیگر این موضوع به صورت «اقتصاد برای الاغ نیز دارای اهمیت است» نقل شده است. خمینی با این جمله جایگاه اقتصاد را در مرتبه پایینی قرار داده بود.
به گفتهٔ منابع مرتبط با جمهوری اسلامی، نرخ مرگ و میر کودکان در سال‌های پس از انقلاب ۱۳۵۷، نسبت به قبل کاهش پیدا کرده است. این رقم در سال ۱۳۵۶ در هر ۱۰۰۰ کودک، ۱۱۱ نفر بود که در سال ۱۳۸۱ به ۲۷ نفر کاهش یافت. همین مورد سبب شد تا سازمان بهداشت جهانی، در دهه ۷۰، ایران را موفق‌ترین کشور دنیا در کاهش نرخ مرگ و میر کودکان معرفی کند. طبق آمارهای منابع مرتبط با جمهوری اسلامی، نرخ مرگ و میر مادران هم نسبت به سال‌های قبل از نظام جمهوری اسلامی ایران، کاهش یافته است.
| شاخص                                        | قبل از انقلاب | قبل از انقلاب | بعد از انقلاب | بعد از انقلاب | وضعیت           |
| شاخص                                        | سال:          | آمار          | سال:          | آمار          | وضعیت           |
| ------------------------------------------- | ------------- | ------------- | ------------- | ------------- | --------------- |
| مرگ و میر کودکان (نفر در هزار)              | ۱۳۵۶:         | ۱۱۱           | ۱۳۸۱:         | ۲۷            |                 |
| مرگ و میر مادران (نفر در هزار)              |               |               |               |               | ۶٫۵ برابر کاهش  |
| سن امید به زندگی (سال)                      |               |               |               |               |                 |
| موفقیت‌های علمی در المپیادهای جهانی          |               |               |               |               |                 |
| تعداد دانشجویان (نفر)                       | ۱۳۵۶:         | ۱۵۰٫۰۰۰       | ۱۳۸۳:         | ۱٫۷۰۰٫۰۰۰     | ۱۱ برابر        |
| تعداد مقالات چاپی در مجلات معتبر علمی (عدد) | ۱۹۹۳:         |               | ۲۰۰۳:         |               | ۸۰۰ درصد افزایش |
| میزان تولید مواد غذایی در داخل (روز در سال) | ۱۳۵۶:         | ۳۳            | ۱۳۸۳:         | ۳۰۰           |                 |
|                                             |               |               |               |               |                 |

## رویکرد فرهنگی و آموزشی
تأسیس نظام جمهوری اسلامی ایران در سال ۱۳۵۸ منجر به نابودی قدرت و نفوذ نخبگان سیاسی عمدتاً سکولار و غرب‌گرا شد که از اوایل قرن بیستم بر ایران حکومت می‌کردند. نخبگان سیاسی جدیدی که جایگزین این گروه شدند، متشکل از روحانیون شیعه و تکنوکرات‌های غیرروحانی با ریشه‌های طبقه متوسط و پایین بودند. برنامه‌هایی که آنان اجرا کردند، پیامدهایی فرهنگی به‌ویژه در ترویج آرمان‌ها و ارزش‌های مذهبی در زندگی عمومی داشته است. هر گروه فرهنگی و اجتماعی عمده در ایران تحت تأثیر تغییرات ناشی از تأسیس این حکومت قرار گرفته است. یکی از تأثیرات قابل توجه، تلاش مداوم دولت برای بازسازی جامعه بر اساس قوانین رفتاری تجویزشده مذهبی بوده است. طبقات بالای سکولار و تحصیل‌کردهٔ دورهٔ پیش از انقلاب ۵۷، از قوانینی که استانداردهای رفتار اجتماعی را تحمیل می‌کند و زمانی که از جایگاه نخبگی برخوردار بودند، آن را تحقیر می‌کردند، ناراضی هستند. به‌ویژه آنان از حجاب، قانونی که به شدّت نحوهٔ پوشش زنان را تنظیم می‌کند و ممنوعیت تولید و توزیع نوشیدنی‌های الکلی ناخشنود هستند. هم طبقه متوسط مذهبی که عموماً با بازرگانان و صنعتگران بازار شناخته می‌شوند و هم طبقات پایین‌تر تمایل به حمایت از این قوانین دارند؛ زیرا ارزش‌های سبک زندگی عموماً محافظه‌کارانهٔ آن‌ها را تقویت می‌کند. در مقابل، روحانیون و رهبران سیاسی غیرروحانی، گروه‌های سکولار را به دلیل آنچه سبک زندگی «غیراخلاقی» می‌نامند، هدف قرار داده‌اند.
تبلیغات ایدئولوژیک حکومت جدید از همان ابتدا و همچنان، ابزاری کلیدی برای تثبیت رژیم جدید بوده است؛ از یک‌سو، این تبلیغات برای جلب حمایت مردمی به کار گرفته می‌شود و از سوی دیگر، سرکوب جنبش‌های مخالف را تسهیل می‌کند. از سال ۱۳۵۷، کانال‌های مختلفی برای آموزش سیاسی در ایران ایجاد شده‌اند که از مهم‌ترین آن‌ها می‌توان به رسانه‌های جمعی، نهادهای آموزشی و حتی نیروهای نظامی مانند سپاه پاسداران انقلاب اسلامی، نیروهای بسیج و ارتش اشاره کرد. همچنین نمازهای جمعه که هر هفته در شهرهای مختلف برگزار می‌شود، به عنوان یکی از روش‌های اصلی ترویج ایدئولوژی اسلامی نهادینه شده است.

### دین‌گرایی و دین‌ناباوری
با اینکه اسلام در گذشته، بیشترین پیروان را در ایران داشت، در دوره جمهوری اسلامی ایران، آمار مسلمانان به ویژه شیعه، بسیار کاهش یافته است.
در دوره جمهوری اسلامی ایران به دلیل استفاده از دین برای سرکوب معترضان (و دلایلی دیگر)، دین‌ناباوری مانند سونامی در میان جوانان ایرانی افزایش یافته است.

### هنر، ادبیات و سنت‌های کهن ایرانی

#### سینما
نظام جمهوری اسلامی ایران همواره تلاش کرده است تا با اقداماتی همچون تشدید ممیزی و سانسور، سیاست تقسیم‌بندی سینماگران به خودی و غیرخودی و ایجاد محدودیت بیشتر برای سینماگران مستقل، امنیتی کردن فضای سینمای ایران، مبارزه با نهادها و اتحادیه‌های صنفی نیمه‌مستقل مانند خانهٔ سینما و تلاش برای دولتی کردن سینما و کنترل همه‌جانبهٔ آن از سوی حکومت، حمایت از یک نوع سینمای فرمایشی و ایدئولوژیک با موضوعات مشخص مانند سینمای دفاع مقدس، سینمای فرامنطقه‌ای، سینمای فاخر و سینمای معناگرا و ایجاد فضای مناسب و راحت برای فیلمسازان وابسته به حکومت، میدان دادن به باندهای مافیایی و کاسب‌کاران سینمایی، انحصاری کردن سرمایه و امکانات دولتی و ایجاد فضایی پُرسوءظن در سینمای ایران مانع شکل‌گیری سینمایی مستقل، خلاق و مردمی شود. روح‌الله خمینی رهبر پیشین ایران، به صراحت سینمای پیش از انقلاب ۵۷ را «مرکز فحشا» می‌دانست و طی حدود پنج سال، دیدگاه او به‌طور کامل در ایران اجرا شد. نه‌تنها سینمای موسوم به فارسی تعطیل شد، بلکه بیش از یک نسل از بازیگران مشهور سینمای ایران در یکی از مهم‌ترین تصفیه‌های فرهنگی کاملاً حذف شدند. پس از انقلاب ۵۷ و در وزارت فرهنگ و ارشاد اسلامی، سانسور در قالب واژهٔ «ارشاد» نقشی ایدئولوژیک گرفت و سینمای دهه ۱۳۶۰ هم به شکل رسمی «سینمای حمایتی-هدایتی-نظارتی» خوانده شد و منتقدان از آن با عنوان «سینمای گلخانه‌ای» یاد می‌کردند که هر دو تعبیر نشان می‌داد که حکومت به عنوان بالادست فعالیت‌های فرهنگی بر تولید و پخش فیلم در ایران نظارت کامل دارد. سانسور دولتی و نبود مقررات مدون برای نظارت و تغییر مداوم سلیقه ممیزان با تغییر دولت‌ها، مانع صنعتی شدن واقعی سینما در ایران شد. به این ترتیب حکومت ایران نه‌تنها با نظارت و سانسور، اهداف فرهنگی و عقیدتی خود را به سینمای ایران تحمیل کرد، بلکه مانع شکل‌گیری صنعتی شد که بر اساس اصل عرضه و تقاضا عمل می‌کند.

#### ادبیات و موسیقی
پس از انقلاب ۵۷ و تأسیس نظام جمهوری اسلامی ایران سرکوب آزادی‌های فردی و اجتماعی، بازداشت‌ها و توقیف کتاب‌ها و نشریات و سانسور گسترش یافت و حکومت تلاش کرد تا با هزینه‌ای کلان، با نویسندگانی که پیرامون خویش گرد آورده، به سرکوب، سانسور، تاراندن و حتی حذف فیزیکی نویسندگان مستقل روی آورد و کوشید هنر و ادبیات مستقل در داخل ایران نیز از فضای هنری و ادبی تبعید شود. نظام جمهوری اسلامی ایران سانسور را گسترش داد و آن را به اصل بنیادینی تبدیل کرد. در همین راستا، وزارت فرهنگ و ارشاد اسلامی با تکیه بر اصل اسلامی «امر به معروف و نهی از منکر» کار سانسور را در ایران سازمان‌دهی می‌کند و آن را پیش می‌برد. کار این وزارت‌خانه نظارت بر «شایست‌ها» و «ناشایست‌ها» است و اینکه در آثار تحت مسئولیت این وزارت‌خانه باید نشان داده شود که مردم ایران چه بپوشند، چه بگویند و چگونه رفتاری را در جامعه پیش بگیرند. نظارت بر چاپ و نشر نیز از وظایف وزارت‌خانه فرهنگ و ارشاد اسلامی است. هزاران سانسورچی در این وزارت‌خانه هر اثری را پیش از انتشار می‌خوانند و نویسنده را به حذف بخش‌هایی از آن مجبور می‌کنند.
هنر موسیقی نیز در نظام جمهوری اسلامی ایران با محدویت‌ها و سانسورهای بی‌شماری مواجه است. به عنوان مثال، صدور مجوز حمل و نگهداری ساز در منزل که در اوّلین سال‌های انقلاب ۵۷ از طرف وزارت فرهنگ و ارشاد اسلامی صادر می‌شد یا عدم نمایش ساز و نواختن نوازندگان در تصاویری که از صدا و سیمای جمهوری اسلامی ایران پخش می‌شود، نمونه‌های کوچکی از این موارد است. محدودیت‌ها، سانسور و لغو مجوز کنسرت‌های موسیقی به رویه‌ای عادی در ایران تبدیل شده و حکومت تلاش می‌کند تا آهنگ‌ها و ترانه‌هایی اجرا شوند که بر اساس ایدئولوژی‌های فکری خاص آن باشد.

#### سنت‌های کهن ایرانی
سنت‌های کهن ایرانی همواره با ستیز و مخالفت نظام جمهوری اسلامی ایران مواجه شده است. از جمله: کوشش نافرجام برای تخریب تخت جمشید، محو کردن شبانه دیوارنگاره پنج هزار متری شاهنامه در مشهد، هرزه‌گویی علیه بابک خرمدین و کاوه آهنگر، تغییر نام باشگاه فوتبال ابومسلم خراسان و…. با این حال، ستیز نظام جمهوری اسلامی ایران با نوروز باستانی و آیین‌های مرتبط با آن همواره عیان‌تر و گسترده‌تر بوده است. ستیز جمهوری اسلامی با تاریخ، آیین‌ها، سنت‌ها و پدیده‌های ایرانی منحصر به نوروز نیست و تقریباً هر چه را که ایرانی، به‌ویژه مربوط به ایران پیش از اسلام باشد، در بر می‌گیرد.

### نظام آموزشی
آموزش و پرورش ایران، یکی از ایدئولوژیک‌ترین نظام‌های آموزشی در جهان است و جذب آموزگار در ایران به دشواری و بر اساس تفتیش عقاید صورت می‌گیرد. بازتولید مفاهیم برآمده از مذهب و مبتنی بر تبعیض‌های جنسیتی در کتاب‌های درسی، سازوکار نظام آموزشی ایران را تشکیل می‌دهد. وزارت آموزش و پرورش نظام جمهوری اسلامی در هر فرصتی به دنبال جذب معلّمانی پرورشی است که عموماً دانش‌آموختگان حوزه‌های علمیه هستند و برای پیش بردن پروپاگاندای ایدئولوژیک جمهوری اسلامی در مدارس تربیت شده‌اند. مجموعهٔ بزرگی از معلّمان و پرسنلی که نظام آموزشی ایران را به پیش می‌برند، بدون اینکه بخواهند، در واقع مجری سیاست‌های ایدئولوژیک نظام جمهوری اسلامی در حوزهٔ آموزش هستند؛ سیاستی که پیشرفت علمی دانش‌آموزان از اولویتی در آن برخوردار نیست و تربیت ایدئولوژیک بر اساس آموزه‌های مورد نظر حاکمیت از اسلام به‌طور ویژه‌ای دنبال می‌شود. آموزش و پرورش جمهوری اسلامی در سال‌های پس از انقلاب ۵۷، با ایجاد «معاونت پرورشی» و «بسیج دانش‌آموزی» و همچنین اعزام «روحانیون» و «هادیان سیاسی» به مدارس و تشکیل «حلقه‌های صالحین»، سعی کرده است که طرز تفکر معلّمان و دانش‌آموزان را کنترل کند. از سوی دیگر، با گسترش حراست و هیئت رسیدگی به تخلفات اداری، به بهانه‌های مختلف با معلّمانی که نسبت به این روش‌ها اعتراض دارند، برخورد کرده است.
سیستم آموزش ایران که زیر نظر وزارت آموزش و پرورش و تحت کنترل حکومت روحانیون است، با کمبود شدید معلّم نیز مواجه است و در عین حال شرایط سخت‌گیرانه‌ای با محوریت معیارهای ایدئولوژیک بر داوطلبان آموزگاری اعمال می‌کند؛ به‌طوری‌که وزارت آموزش و پرورش داوطلبان آموزگاری را به‌دلیل سبک زندگی، فعالیت‌های شبکه‌های اجتماعی و تطابق با معیارهای ایدئولوژیک، نه شایستگی‌های آموزشی، از روند استخدام کنار می‌گذارد. در نتیجه، بسیاری از افراد واجد شرایط از تدریس محروم می‌شوند و این موضوع بحران نیروی انسانی را در مدارس دولتی که بیش از ۸۵ درصد از دانش‌آموزان ایرانی را آموزش می‌دهند، تشدید می‌کند. سیاست‌های محدودکنندهٔ حکومت در سیستم آموزشی، آن را با چالشی اساسی روبه‌رو کرده است. حکومتی که با کمبود گستردهٔ معلّم در سیستم آموزشی ایران مواجه است ولی اولویت خود را بر خلوص ایدئولوژیک در روند استخدام معلّمان قرار داده و شایستگی‌های آموزشی را نادیده می‌گیرد. ردصلاحیت‌های وزارت آموزش و پرورش بر اساس ظاهر شخصی، سبک زندگی و ایدئولوژی میزان کنترل نظام جمهوری اسلامی بر زندگی شهروندان ایرانی را نشان می‌دهد. در حالی که این اقدامات به منظور هم‌سو کردن معلّمان با ارزش‌های حکومتی صورت می‌گیرد، اعتماد عمومی به سیستم آموزشی را تضعیف می‌کند و به فرسایش محیط آموزشی دامن می‌زند.
آموزش و پرورش نظام جمهوری اسلامی نه فقط برای معلّمان بلکه برای دانش‌آموزان نیز تمام تلاش خود را می‌کند که دانش‌آموزانی کاملاً مطیع و تابع ارزش‌های حکومت را تربیت کند. در این شرایط، دانش‌آموزان با خصلت‌هایی متضاد به جامعه وارد می‌شوند. در حالی که در منزل با ارزش‌های غیرایدئولوژیک اسلامی تربیت می‌شوند، در مدرسه به آنان یاد داده می‌شود که تنها در صورت رعایت ارزش‌های ایدئولوژیک می‌توانند در جامعه زندگی کنند. بدین‌منظور، سانسور محتوا و تصاویر کتاب‌های درسی توسط حکومت دنبال می‌شود و از حذف نام پادشاهان و بخشی از تاریخ ایران تا تحریف آن به نفع سیاست‌های کنونی جمهوری اسلامی و حتی حذف اشعار شاعران نامدار ایرانی پیش رفته است. یکی از تلاش‌های حکومت در ایران حذف عاملیت زنان از محتوای کتاب‌های درسی بوده است و سعی می‌شود تا در تدوین کتاب‌های درسی محتوای جنسیت‌زده، تحریفات تاریخی، حذف مبانی آموزشی و جایگزین کردن آن‌ها با محتوای ایدئولوژیک دنبال شود.

## وضعیت فعلی
بر اساس ارزیابی مؤسسه مطالعاتی صندوق صلح در سال ۱۳۹۷، وضعیت جمهوری اسلامی ایران در فهرست رژیم‌های درمانده و در شاخص کشورهای شکننده و آسیب‌پذیر مابین نارنجی و قرمز قرار دارد. همچنین بر اساس گزارش آزادی مطبوعات که توسط گزارشگران بدون مرز در سال ۲۰۱۹ ارائه شده است ایران از میان ۱۸۰ کشور در جهان در جایگاه ۱۷۳ قرار دارد. به‌علاوه در گزارشی دیگر که توسط سازمان شفافیت بین‌الملل در سال ۲۰۲۰ ارائه شده است، ایران از لحاظ فساد مالی و گسترش آن در میان ۱۸۰ کشور جهان رتبهٔ ۱۴۶ را کسب کرده است.
نظام جمهوری اسلامی ایران در طول دوران خود، با امواجی از نارضایتی مردم کشور، روبه‌رو شده است. بر اساس تحلیلی در سال ۱۳۹۷، در این سال‌ها، افزایش شکاف طبقاتی، خفقان و سرکوب شدید آزادی‌های سیاسی و اجتماعی، فساد سیستماتیک دولتی و فشارهای خارجی بر نارضایتی همگانی افزوده است که اعتراضات سراسری پراکنده‌ای را برانگیخته است. تظاهرات ۱۷ اسفند ۱۳۵۷، اعتراضات ۱۳۸۸، تظاهرات ۱۳۹۶، اعتصابات سراسری ۱۳۹۷–۱۳۹۸ و اعتراضات آبان ۱۳۹۸ نمونه‌هایی از نارضایتی‌های منجر به اعتراض در طول حکومت جمهوری اسلامی هستند. اعتراضات ۱۳۸۸ (و شکل‌گیری جنبش سبز ایران)، پیامد پیروزی محمود احمدی‌نژاد بر میرحسین موسوی در انتخابات ۱۳۸۸ ریاست‌جمهوری ایران بود و گسترش قابل توجهی داشت. پس از ناکامی این اعتراضات، حامیان نتایج انتخابات ۱۳۸۸، کم‌کم مستندهای انتخاباتی بی‌شماری را پنهان یا از دسترس خارج کردند. اعتراضات دی ۱۳۹۶ ماهیتی ضدحکومتی داشت که هم‌زمان از نارضایتی‌های اقتصادی و سیاسی تغذیه می‌شد و در پاسخ آن، حکومت تظاهرات برگزار کرد، شبکه‌های اجتماعی را محدود کرد، از نقش کشورهای خارجی گفت و معترضان را سرکوب کرد و شماری از آنان، کشته شدند. اعتراضات آبان ۱۳۹۸ (پس از افزایش قیمت بنزین در ایران) نیز با سرکوب شدید مردم معترض همراه شد و اینترنت تقریباً در تمام ایران قطع شد. همچنین بنابر گزارش‌های خارجی، شمار کشته‌شدگان، تا ۱۵۰۰ تن و شامل زنان و نوجوانان بوده است. اگرچه وزیر کشور، شمار کشته‌شدگان را ۲۰۰ تا ۲۲۵ تن اعلام کرد. در هنگام این تظاهرات، ویدئوهای بسیاری از شلیک مستقیم نیروهای امنیتی ایران، به سوی معترضان منتشر شد.
در دروان جمهوری اسلامی پدیده‌هایی به اسم «قبر خوابی و پشت‌بام خوابی» «شکار حیوانات وحشی» «افزایش حاشیه‌نشینی»، «کوره‌نشینی» «افزایش کلیه‌فروشی» «افزایش فحشا» «گربه‌خواری» «هم‌خانگی خانواده‌ها» «افزایش کودکان کار» و «اجاره دادن کودکان کار» «زباله‌گردی کودکان» به وجود آمدند.

### اقتصاد
در برخی از منابع رسمی، برخی از فقیهان، نظامیان و سیاست‌مداران نظام جمهوری اسلامی ایران به فساد بزرگ اقتصادی، متهم شده‌اند. نظام اقتصادی جمهوری اسلامی یکی از ضعیف‌ترین نظام‌های اقتصادی جهان است. بازده اقتصادی بسیار کمی دارد و یکی از محصورترین اقتصادهای جهانی است. (رتبه ۱۷۰ از ۱۷۷ در اقتصاد آزاد) گروهی از حاکمیت اعتقاد دارد که همهٔ دارایی‌ها متعلق و ملک طلق نظام یا بهتر بگوییم ولایت فقیه است.
کارشناسان اقتصادی جهان با بررسی وضعیت کنونی اقتصاد جمهوری اسلامی بر این باورند که اقتصاد ایران به سوی وضعیتی مانند بحران اقتصادی ونزوئلا پیش می‌رود. گارت فریزن، فعال اقتصادی و کارشناس و تحلیلگر مجله اقتصادی فوربز در وبگاه مجله، وضعیت کنونی اقتصاد ایران را متزلزل توصیف کرد و پیش‌بینی کرد که اگر جمهوری اسلامی تحت فشارهای آمریکا نتواند نفت خود را بفروشد با یک بحران خطرناک ژئوپلیتیکی روبه‌رو خواهد شد. صندوق بین‌المللی پول نرخ تورم ایران در سال ۱۳۹۷ را ۳۷٫۲ درصد ا و مرکز آمار ایران رقم شاخص فلاکت ایران در سال ۱۳۹۸ را ۵۱٫۹ درصد برآورد کرده است. جمهوری اسلامی در ادامه بحران جهش نرخ ارز در سال ۱۳۹۷ با یک بحران اقتصادی مواجه است. استیو هانکه، اقتصاددان آمریکایی، نرخ تورم در اقتصاد ایران در سال ۱۳۹۷ را تا ۱۱۷ درصد تخمین زده بود که ده تا ۱۲ برابر بیشتر از نرخ اعلام شده رسمی است. او در فروردین ۱۳۹۸، فهرستی از کشورهای فلک‌زده جهان منتشر کرد که ایران به‌دلیل وضعیت اقتصادی بحرانی و تورم بالا در کنار ونزوئلا که اقتصاد فروپاشیده‌ای دارد، یکی از کشورهای فلاکت‌زده معرفی شده بود. همچنین وی معتقد است که حتی اگر تحریم‌ها رفع شود، ورود ایران به اقتصاد جهانی کند خواهد بود.
در جمهوری اسلامی، خودکشی افزایش یافت و بیش از ۷۰ درصد خودکشی‌ها علّت اقتصادی دارند. به گفتهٔ وزارت بهداشت آمار خودکشی هر سال ۵ درصد افزایش می‌یابد و و در سال ۱۳۹۷ آمار خودکشی حدود ۱۰۰ هزار اعلام شد و استان‌های غربی مانند ایلام، کهگیلویه و بویر احمد، لرستان و کرمانشاه صدرنشین آمار هستند و حدود ۷۳ درصد خودکشی‌ها در مناطق شهری و حاشیه‌ها اتفاق می‌افتند. در سال ۱۳۹۹ برخی از خودکشی‌های معیشتی در شبکه‌های اجتماعی مورد توجه قرار گرفت؛ مانند «خودسوزی یک جانباز به‌دلیل عدم دریافت وام و مرگ به‌دلیل سوختگی بالا در بیمارستان»، «خود را به دار آویختن یک کارگر در میدان نفتی هویزه به‌دلیل عدم پرداخت حقوق وی توسط پیمانکار»، «خفگی ناکام با گاز خانگی یک مادر و دختر»، «پریدن مرد میانسال جلوی قطار در مترو» و «خودکشی یک معلم فقیر و افسرده».
اقتصاد ایران از منظر مالکیت، در سه بخش اصلی در حال فعالیت است. بخش حاکمیت، بخش دولتی و بخش خصوصی. بخش دولتی کمترین بازده را دارد و بخش حاکمیت نیز بازده کمی دارد و به سبب غالب بودن این دو بخش در اقتصاد و ضعف و انفعال اتحادیه‌ها و اصناف، بازده بخش خصوصی نیز تحت‌الشعاع قرار گرفته و ناچیز است. بخش خصوصی هم در اقتصاد توسط خروجی حاکمیت آلوده شده است؛ به‌طوری‌که دیگر اثری از بخش خصوصی نمانده است. بسیاری از نخبگان که در دوران دانشجویی و شکوفایی سرکوب شده‌اند، از کشور خارج شده‌اند و کار در دست افرادی معمولی قرار دارد. این افراد نمی‌توانند ارزشی ویژه بیافرینند و جامعه در مسیر انحطاط اقتصادی قرار گرفته است. با خیال ایجاد تمدن جدید جهانی، ایران خرجش بیشتر از دخلش شده است و حاکمیت بدون توجه به وضع مردم اصرار بر پیشبرد اهداف خود دارد. واقعیت این است که ایران حدود یک درصد از دنیاست و کمتر از یک درصد ارزش دنیا را تولید می‌کند و بدیهی است با این اوضاع سودای حاکمیت بر مسلمین جهان محقق نخواهد شد.

مبادی ارزش‌آفرینی در ایران محدود به حقوق انحصاری شده است و خبری از ایده‌های ناب ارزش آفرین در کشور نیست. این حقوق انحصاری در بسیاری موارد به همراه دارایی هنگفت دولت، به بهانهٔ خصوصی‌سازی به تملک بخش حاکمیتی درآمده و ارزشی اندک با بازدهی بسیار پایین (کمتر از ۱۰٪ که بسیار پایین‌تر از تورم است) ایجاد می‌شود و هیچ قسمتی از آن وارد بخش‌های دیگر اقتصاد نمی‌شود؛ چرا که این بخش‌های حاکمیتی اغلب معاف از مالیات هستند و درگیر کمک به بخش خصوصی و مشارکت با آن هم نمی‌شوند. 
وزارت خارجه و خزانه‌داری آمریکا و سخنرانان کنگره بارها ایران را متهم کرده‌اند که «دلیل اتخاذ این استراتژی مخرب این است که با ضعف نظارت در این بخش اقتصاد، حاکمیت می‌تواند منابع بدون حساب برای اهداف بلندپروازانه داشته باشد.»
در این سال‌ها کاهش ارزش اقتصاد ناشی از سقوط ارزش ریال با افزایش تورم، سقوط بازار سهام و اختلاس‌های حزبی و مؤسسات مالی و اعتباری ورشکسته همگی از جیب مردم و ارزش‌هایی که توسط مردم ایجاد شده، جبران شده است و روز به روز از اندازه اقتصاد ایران کاسته می‌شود.
بخش غیرمولد اقتصاد ایران طی سال‌های اخیر به شدّت رشد کرده است و عدم توفیق تمامی دولت‌ها از هر طیفی در محدود کردن این بخش می‌تواند نشانگر وجود اشکال در نظام اقتصادی حاکمیت باشد. بخش‌های غیرمولد در سیستم حاکمیت (با توجه به ضعف ارزش‌آفرینی) عمدتاً هزینه‌های خود را با ضبط و تملک منابع و سرمایه‌های ملّی و دارایی‌های مردم و انجام پروژه‌های رانتی تأمین می‌کنند. مأموریت آنان، توسعهٔ نفوذ حاکمیتی جهت پایدارسازی سیستم و همچنین برتری رقابتی گروهی و حزبی است.
دلالان و واسطه‌ها، بانک‌ها و صرافی‌ها و مؤسسات مالی، ستادها و بنیادها، سه ارتش قدرتمند، نیروی انتظامی پرتعداد، هلدینگ‌ها و سرمایه‌داران ضعیف و ساختگی و نیروهای نیابتی و نهادهای فرهنگی، آموزشی، تبلیغاتی موازی و نامنسجم و افزونه، همگی در پایین آوردن بازده سرمایه و دارایی ایران نقش دارند. این در حالی است که نظام‌ها از ارتش خود در زنجیره‌های ارزش، هوشمندانه بهره می‌برند.
اگرچه برخی معتقدند که مشکلات اقتصادی ایران ریشه در دشمنی‌های خارجی دارد، امّا باید اذعان داشت که بخش عمده‌ای از مشکلات، به نظام غیرمولد اقتصادی و همچنین دیپلماسی ناکارآمد اقتصادی مربوط است که هم اقتصاد داخلی و هم تعامل خارجی را فلج کرده است.

#### تحریم‌های جهانی
پس از گروگان‌گیری در سفارت ایالات متحده آمریکا نخستین تحریم‌های اقتصادی علیه ایران وضع گردید. در حقیقت تصرف غیرقانونی سفارت ایالات متحده آمریکا در تهران و گروگان گرفتن کارکنان آن بمدت ۴۴۴ روز، باعث پیدایش سال‌ها دشمنی آمریکاییان علیه ایران، از جمله قطع تمام روابط، ضبط و مصادره میلیون‌ها دلار اموال ایران در خارج از کشور، وضع تحریم علیه ایران، و طرد ایران از جوامع غربی شد. درمورد گروگان‌گیری در سفارت آمریکا و پشت پرده‌های آن دلایل زیادی از جمله نقش طراحی شوروی تا تسویه حساب‌های شخصی را به عنوان دلایل آن ذکر کرده‌اند. در ۸ اوت ۱۹۹۶ آمریکا لایحهٔ معروف به ایلسا را به تصویب رساند که هدف آن تحریم کشورهایی بود که از تروریسم بین‌المللی پشتیبانی می‌کردند، در پی دست‌یابی به جنگ‌افزارهای کشتار جمعی بودند و با روند صلح در خاورِمیانه دشمنی می‌ورزیدند. با انتخاب محمود احمدی‌نژاد به ریاست جمهوری دامنهٔ تحریم‌های ایران شدیدتر شد. با امضای توافق هسته‌ای وین در سال ۲۰۱۵ بخش بزرگی از تحریم‌های جهانی بر ایران برداشته شد اما در ماه مه ۲۰۱۸ دونالد ترامپ خروج آمریکا را از برجام اعلام کرد و تحریم‌های آمریکا اینبار با شدت بیشتری از سر گرفته شد.
به نظر جواد طالعی روزنامه‌نگار، در آخرین سال از دومین دورهٔ ریاست جمهوری حسن روحانی، تلاش‌ها در مسیر تأمین نظر آمریکا برای پایان دادن به تحریم‌ها افزایش یافته است؛ زیرا بدون پایان یافتن این تحریم‌ها، اداره کشور، حتی با یک ریاضت اقتصادی شدید امکان‌پذیر نیست و با کاهش امتیازات مادی نیروهای سرکوب، آن‌ها را دچار تزلزل روانی در مقابل فشار جامعه می‌کند. به ادعای سرگئی لاورف، وزیر امور خارجه روسیه، آمریکا در تلاش برای راه‌اندازی کمپینی سیاسی علیه جمهوری اسلامی است.

#### عامل فقر دانستن حکومت از سوی مردم
بر پایه نظرسنجی مؤسسه گمان، ۸۶ درصد مردم، فساد و ناکارآمدی حکومت را عامل مشکلات اقتصادی‌شان می‌دانند.

### سیاست
از شاخصه‌های اصلی سیاست خارجی جمهوری اسلامی ایران در چهل سال گذشته آمریکاستیزی، اسرائیل‌ستیزی و در کل مجموع غرب‌ستیزی بوده و رویکرد رهبران جمهوری اسلامی به خصوص در دروه رهبری علی خامنه‌ای همواره در جهت تشدید این رویکرد بوده است. در ادامه سیاست‌های داخلی بر باور مجید محمدی جمهوری اسلامی همواره با سیاست تبدیل شدن ایران به «ویرانه» پس از سقوط جمهوری اسلامی خود شرایطی را می‌سازد تا افراد را به ضرورت وجود خود قانع کند.

#### نفوذ منطقه‌ای
براساس مطالعه‌ای که در سال ۲۰۱۹ توسط موسسه بین‌المللی مطالعات استراتژیک مستقر در لندن انجام شد، ایران در برابر رقیب خود، عربستان سعودی در تلاش‌های استراتژیک برای نفوذ در خاورمیانه به پیروزی رسیده است. جمهوری اسلامی دارای نفوذ گسترده در منطقه است که دستگاه پروپاگاندای حکومت نیز با تبلیغات گسترده دست به توجیه حضور نظامی برون‌مرزی ایران پرداخته است. این حضور نظامی که در سوریه، لبنان، عراق و یمن در مواردی به حد کنترل اوضاع نیز نزدیک شده است. حکومت ایران به‌طور مخفیانه شبکه‌ای از «متحدان غیردولتی» در خاورمیانه ایجاد کرده است که «نیروهای نظامی نیابتی» خوانده می‌شوند. این تلاش‌ها که با قدرت‌گیری نظام جمهوری اسلامی ایران در سال ۱۹۷۹ و برای اوّلین بار با حزب‌الله لبنان شروع شد، توسط شاخه برون مرزی نیروی سپاه پاسداران یعنی سپاه قدس فرماندهی می‌شود.
در اردیبهشت ۱۳۹۹، به گفته حشمت‌الله فلاحت‌پیشه عضو کمیسیون امنیت ملی و سیاست خارجی مجلس، در یک دهه گذشته جمهوری اسلامی حدود «۲۰ تا ۳۰ میلیارد دلار» در سوریه هزینه کرده است.
سال ۲۰۱۶ استفان دی میستورا، فرستاده ویژه سازمان ملل در سوریه، گفت حکومت ایران سالانه دست‌کم ۶ میلیارد دلار برای نگه داشتن حکومت بشار اسد در قدرت هزینه می‌کند؛ در حالی که برخی از تحلیلگران این هزینه را بین ۱۵ تا ۲۰ میلیارد دلار در سال ارزیابی کرده‌اند.
از گروه‌ها و نیروهای نیابتی جمهوری اسلامی ایران در مناطق فرامرزی، می‌توان به حزب‌الله لبنان، انصارالله یمن، طالبان افغانستان، حماس فلسطین، لشکر فاطمیون، لشکر زینبیون، جنبش اسلامی نیجریه،  شبیحه سوریه، نیروهای دفاع ملی سوریه اشاره داشت. این گروه‌ها جهت جنگ نیابتی و سرنگونی دولت‌های مورد هدف جمهوری اسلامی ایران است. این گروهک‌ها به پشتیبانی و نیابت از نیروی قدس سپاه پاسداران انقلاب اسلامی در خاورمیانه می‌جنگند.
سرویس‌های امنیتی و اطلاعاتی ایران (از جمله اطلاعات سپاه که زیر نظر مستقیم خامنه‌ای است) برای حفظ قدرت بشار اسد به ارتش سوریه مشاوره و کمک کردند. این کمک‌ها شامل آموزش، پشتیبانی فنی و نیروهای رزمی است. هزاران عامل ایرانی - تا پایان سال ۲۰۱۳ حدود ۱۰ هزار نفر از طرف دولت در جنگ داخلی سوریه شرکت کرده‌اند. این افراد شامل نیروهای منظم و اعضای شبه نظامیان است. در سال ۲۰۱۸، تهران گفت که طی هفت سال گذشته ۲۱۰۰ سرباز ایرانی در سوریه و عراق کشته شده‌اند. ایران همچنین مشارکت شبه نظامیان شیعه را از سراسر منطقه برای جنگ در سوریه، از جمله حزب‌الله لبنان ،لشکر فاطمیون، لشکر زینبیون، جنبش مقاومت اسلامی نجباء، کتائب سید الشهداء، حشد شعبی و کتائب حزب‌الله و سرایا المختار بحرین حمایت و تسهیل کرده است.
در پی اعتراضات سال‌های ۲۰۱۹ و ۲۰۲۰ در عراق، معترضان در اعتراض به تضعیف ارتش عراق و در مقابل تقویت سپاه پاسداران و حشد شعبی دست به شورش زدند. براساس گزارش موسسه بین‌المللی مطالعات استراتژیک «تحول و تبدیل نیروهای بسیج مردمی از گروهی داوطلب وطن‌پرست به بخشی جا افتاده از نظم سیاسی کشور باعث شده که این گروه حمایت مردمی خود را از دست بدهد.»

#### کاهش اعتبار گذرنامه ایرانی

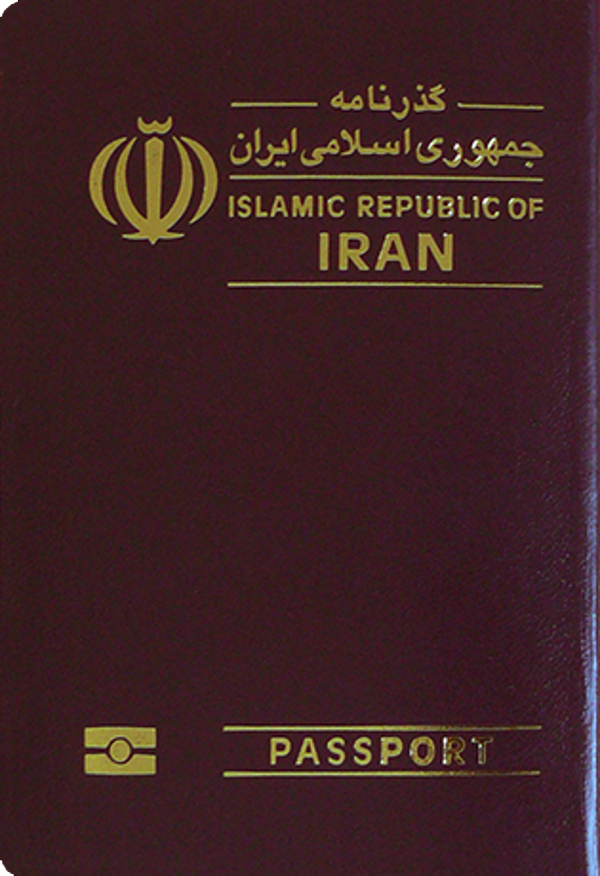
سفر به اسرائیل با گذرنامه جمهوری اسلامی ایران، مجازات ۲ تا ۵ سال حبس و توقیف گذرنامه را در پی دارد.

پیش از انقلاب ۱۳۵۷، مسافرت بدون ویزا برای ایرانی‌ها به اروپا به جز کشورهای اروپای شرقی، سوییس و اتریش امکان‌پذیر بود. همچنین مسافران برای سفر به کشورهای ایالات متحده آمریکا، آرژانتین، برزیل، پرو، کانادا و همه کشورهای آمریکای لاتین باید ویزا می‌گرفتند و از میان کشورهای آفریقایی برای سفر به اتیوپی، مراکش و تونس نیازی به ویزا نداشتند. در میان کشورهای آسیایی ایرانی‌ها برای سفر به تایلند، سنگاپور، فیلیپین، هند، اندونزی، هنگ‌کنگ و ژاپن نیازی به ویزا نداشتند. در این باره اکبر هاشمی رفسنجانی رئیس مجمع تشخیص مصلحت نظام جمهوری اسلامی گفته بود که ایران قبل از انقلاب «کشوری عزیز» بود و او تنها با پاسپورت ایرانی به همهٔ کشورهای اروپایی سفر کرده است. علی‌اکبر امیدمهر دیپلمات سابق جمهوری اسلامی نقل می‌کند که در زمان حکومت پهلوی، ایران با ۵۷ کشور جهان قرارداد لغو روادید و با ۱۳۰ کشور هم قرارداد لغو روادید سیاسی و خدمت داشته که مجموعه‌ای از اتفاق‌ها و رفتارهای جمهوری اسلامی باعث کاهش اعتبار گذرنامه ایرانی شده است. از جمله سیاست صدور انقلاب اسلامی، گروکان‌گیری در سفارت ایالات متحده، انفجار مقر تفنگداران دریایی آمریکا در بیروت و کشف گذرنامه ایرانی نزد عاملان انفجار از سال ۱۳۵۹ به بعد می‌باشد. گذرنامه ایرانی در سال ۲۰۲۰ بر اساس گزارش پاسپورت ایندکس در لیست ۶ گذرنامه کم اعتبار جهان قرار گرفت. بر اساس این گزارش ایران در رتبه ۱۹۴ از میان ۱۹۹ کشور جهان قرار دارد و امکان سفر بدون ویزا به ۵ کشور جهان از جمله ترکیه، میکرونزی، هائیتی و دو کشور دیگر را دارست و ۲۸ کشور امکان ویزا در بدو ورود را فراهم کرده‌اند. همچنین بازرسی‌های فیزیکی گسترده، انگشت‌نگاری، چشم‌نگاری و بازجویی‌های طولانی برای دارندگان گذرنامه‌های ایرانی گزارش شده است.

### اجتماع
سعید معیدفر جامعه‌شناس، از فروپاشی اجتماعی در ایران سخن گفته است. به اعتقاد او حکومت‌های توتالیتر از اینکه افراد نسبت به هم احساس مسئولیت کنند واهمه دارند بنابراین جامعه را از کارکرد می‌اندازند و توده‌های بی‌مسئولیت می‌پرورانند تا به راحتی بتوان آن‌ها را به هر سو کشاند. بر باور معیدفر بقای این نوع از حکومت‌ها به واسطه شکل‌گیری حیات اجتماعی از بین می‌رود.
در تیر ۱۳۹۹، بیش از ۳۰۰ تن از نویسندگان، هنرمندان، دانشگاهیان، فعالان مدنی و روزنامه‌نگاران ایرانی با اشاره به تداوم سرکوب آزادی بیان در ایران، هشدار دادند که مسدود کردن راه هرگونه انتقاد و پرسشگری به بهانهٔ «اقدام علیه ملّی»، به‌ویژه با وجود ناکارآمدی و فساد ساختاری، به «فروپاشی بزرگ اجتماعی» خواهد انجامید. در این بیانیه افزوده شده که اگر مقام‌های ارشد نظام آزادی‌های مدنی و از جمله آزادی بیان را نادیده بگیرند و «پیوسته با رویکردی تمامیت‌خواهانه، راه هرگونه انتقاد و پرسشگری را به بهانهٔ اقدام علیه امنیت ملّی مسدود کنند، تصلب و خام‌اندیشی در قالب جهل مقدس به نهادینه شدن فساد می‌انجامد و بیش از پیش موجبات ناامیدی مردم ایران فراهم می‌شود.»

#### فرار مغزها
جمهوری اسلامی در زمینه فرار مغزها با خروج سالانه بین ۱۵۰ هزار تا ۱۸۰ هزار متخصص تحصیل کرده، پیشتاز جهان است و رتبه اول را در سطح جهانی دارد. صندوق بین‌المللی پول در گزارش سال ۲۰۰۹ خود اعلام کرده است ایران به لحاظ مهاجرت نخبگان، در میان ۹۱ کشور در حال توسعه یا توسعه نیافته جهان، مقام نخست را داراست. این افراد غالباً دارای مقام‌هایی در المپیادهای علمی بوده یا جزء نفرات برتر کنکور یا دانشگاه‌ها می‌باشند.

#### جایگاه مردم
به گفتهٔ ابوالفضل مظلوم‌زاده روزنامه‌نگار، با صورت‌بندی غیرکارشناسی مسائل، عدم اعتنا به نیازهای واقعی به هنگام مردم و دورافتادگی اعضای جامعه در فرایند سیاست‌گذاری عمومی باعث خالی شدن بخش قابل توجهی از تکیه‌گاه اجتماعی جمهوری اسلامی شده است. عوامل مختلفی باعث به تأخیر افتادن اجتماع‌سازی در ایران عنوان شده است و این در حالی است که که نظام سیاسی مستقر در ایران تمایلی به پذیرفتن آرا و اندیشه‌های متنوع و متکثر اجتماعی و سیاسی ندارد و راه‌های ظهور و بروز آن را در محیط عمومی سد کرده و نقش آن‌ها را در رسیدن به نفع عمومی و رسیدن به اهداف مشترک به رسمیت نشناخته است. این مسئله نشان می‌دهد که چون از نظرهای گروه‌های گوناگون در تصمیم‌گیری‌ها استقبال نمی‌شود در آینده نیز توانایی کنترل آن را ندارند و این دلیل خود باعث گسترش زمینه‌های اختلاف و بی‌اعتنایی به سیاست‌های حاکمیت می‌شود. در عین حال مسئولان جمهوری اسلامی ادعا می‌کنند که نفع عمومی با احترام به حقوق فردی اصل محوری سیاست‌گذاری است در حالی که برآیند افکار عمومی خلاف این ادعا را نشان می‌دهد. ی‌اعتنایی فرد به سیاست‌های مربوط به سبک زندگی و نوع پوشش از سوی حاکمیت نیز می‌توان به عنوان جلوه‌ای دیگر از تضاد سیاست‌ها با حقوق فردی دانست.

#### کاهش اعتماد بسیاری از ایرانیان
بنا بر گزارش مؤسسهٔ نظرسنجی گالوپ، فقط ۴۷ درصد ایرانیان به حکومت جمهوری اسلامی، اطمینان دارند. آمار کنونی بخشی از روند مداوم کاهش اعتماد ایرانیان به حکومت است که در سال‌های اخیر، شتاب بیشتری گرفته است. مردم ایران طی این سال‌ها، هیچ‌گاه تا این اندازه به حاکمیت جمهوری اسلامی بی‌اعتماد نبوده‌اند. بر اساس این نظرسنجی، از هر ۱۰ شهروند ایرانی، دست‌کم ۴ نفر بر این باورند که استانداردهای زندگی و معیشتی‌شان در مقایسه با گذشته افت کرده است و روزبه‌روز بدتر هم می‌شود. همچنین بر اساس برخی از نظرسنجی‌های دیگر، فقط ۱۵ درصد از شهروندان تهرانی از وضعیت ایران رضایت دارند.

#### گسترش ناامیدی و افزایش میل به مهاجرت در بین ایرانیان
علی خامنه‌ای رهبر جمهوری اسلامی بارها ادعا کرده است که برخی از افراد در مدارس، دانشگاه‌ها و حتی محیط کار، به‌گونه‌ای صحبت می‌کنند که جوانان از آینده ناامید شوند. وی و دیگر مسئولان حکومت، مسئلهٔ ناامیدی در جامعهٔ ایران را تلقین و ترفند دشمنان حکومت جلوه می‌دهند. با این حال، کارشناسان و متخصصان دربارهٔ افزایش ناامیدی اجتماعی در ایران هشدار می‌دهند. به نظر می‌رسد اصرار مقام‌های عالی حکومت بر نقش داشتن دشمنان در ناامید شدن مردم ایران راهکاری برای انکار تأثیر شرایط حاکم بر جامعه و شدّت گرفتن احساس بی‌آیندگی در میان اقشار مختلف باشد؛ مسئله‌ای که طی سال‌های اخیر با افزایش میل به مهاجرت، افسردگی و بی‌رغبتی به مشارکت در اموری همچون انتخابات بیشتر بروز کرده است. بر اساس داده‌های رصدخانه مهاجرت ایران، طبق نظرسنجی صورت‌گرفته در ابتدای سال ۱۴۰۲ مشخص شد که از مجموع ۱۲ هزار شرکت‌کننده در این نظرسنجی، بیش از ۴۶٫۹ درصد افراد تمایل به مهاجرت از ایران داشته‌اند، ۱۵٫۲ درصد در حال اجرای مقدمات مهاجرت بودند و ۱۵٫۱ درصد هم مهاجرت کرده‌اند. ۶۶٫۵ درصد این افراد شرایط حاکم بر ایران از منظر سیاسی و اقتصادی را دلیل تمایلشان به مهاجرت اعلام کرده‌اند. شاخص دیگری که از نظر کارشناسان به عنوان نشانهٔ ناامیدی در جامعهٔ ایران مدنظر قرار می‌گیرد، افزایش افسردگی است. آمارها نشان می‌دهند که میزان افسردگی در ایران طی ۲۶ سال گذشته، حدود دو برابر شده است و در مقایسهٔ استانی، تهران با بیشترین تعداد مبتلایان در صدر قرار دارد.
همچنین مرکز تحقیقات استراتژیک ریاست‌جمهوری ایران، گزارشی را در سایت این مرکز به نام «آینده‌پژوهی ایران ۱۳۹۶» منتشر کرد. صفحهٔ ۷۵ این پژوهش دربارهٔ ناامیدی مردم ایران به آینده گزارش می‌دهد: «ناامیدی نسبت به آینده، یکی از مهم‌ترین عوامل ایجاد فشار روانی بر توده مردم است. بر اساس یافته‌های سنجش ملّی سرمایه‌های اجتماعی در سال ۱۳۹۴ تنها حدود ۲۴ درصد از مردم کشور، آینده را بهتر ارزیابی می‌کنند و حدود ۷۵ درصد از مردم معتقدند که آینده بدتر می‌شود یا فرقی نمی‌کند.» در واقع این تصور برای اکثر مردم ایران به وجود آمده که کشورشان به همین شکل موجود ادامهٔ حیات خواهد داد و چیزی تغییر نخواهد کرد و شرایط آنان هر روز بدتر خواهد شد و به لحاظ اقتصادی مشکلات زیادی در پیش دارند و به لحاظ سیاسی با حاکمیتی انعطاف‌ناپذیر روبه‌رو هستند که به‌هیچ‌وجه تمایلی به مشارکت نخبگان و مردم ندارد و کشورشان درگیر آسیب‌های اجتماعی عمیقی در آینده خواهد بود و روز به روز ارزش‌های اجتماعی و اخلاقی در جامعه‌شان به انحطاط کشیده می‌شود.

## مخالفان و هواداران
جریان‌های سیاسی در ایران را می‌توان در چهار طیف سیاسی احزاب و گروه‌های بنیادگرا (راست مذهبی)، احزاب و گروه‌های رادیکال اسلام‌گرا (چپ مذهبی)، احزاب لیبرال دموکراتیک (راست سکولار) و احزاب و گروه‌های هوادار سوسیالیسم (چپ سکولار) تقسیم کرد. از مهم‌ترین گروه‌های مخالف نظام جمهوری اسلامی می‌توان از «سلطنت‌طلبان»، «اسلام‌گرایان»، «ملّی‌گرایان و لیبرال‌ها»، «چپ‌گرایان» و «التقاطی‌ها» نام برد.
فعالیت مخالفان نظام جمهوری اسلامی در سال‌های نخست انقلاب ۵۷، بیشتر نظامی و براندازانه بود، امّا به تدریج با به قدرت رسیدن اصلاح‌طلبان در ایران رویکردی انتقادی در چارچوب قانون اساسی پیدا کرد و هم‌اکنون نیز با اتحاد و هماهنگی بیشتری با گفتمان براندازی پیش می‌رود. افکار و اندیشه‌های گروه‌های مخالف جمهوری اسلامی شامل دموکراسی‌خواهی، جمهوری‌خواهی، حقوق بشر، جدایی دین و دولت است و آنان سعی می‌کنند با استفاده از ابزارهای ارتباط جمعی همچون اینترنت، تأسیس انجمن‌های علمی گوناگون، برگزاری کلاس‌های آموزشی در تمام زمینه‌ها برای اعضای خود و حتی سایر اعضای جامعه و استفاده از امکانات شهری و اجتماعی نگاه جامعهٔ ایرانی را به سوی خود جلب کنند.
در مقابل هواداران نظام جمهوری اسلامی را بیشتر اقشار مذهبی و محافظه‌کار، روستاییان و قشرهای فقیر و کم‌سواد حاشیهٔ شهرها و به‌صورت کلّی اقشار فرودست و خرافی جامعهٔ ایران تشکیل می‌دهند. همچنین برخی از اقشار ذی‌نفع به علّت داشتن منافع مالی و مادّی از نظام جمهوری اسلامی حمایت می‌کنند که اعضای حلقهٔ مرکزی سیاسی و خانواده‌هایشان از جمله رهبر، بیت رهبری، ائمه جمعه و بخش‌های بزرگی از حوزه‌های علمیه، اعضای دولت، قوه قضائیه، مجلس و سران سپاه پاسداران را شامل می‌شود. همچنین نیروهای کادرهای امنیتی و انتظامی شامل اعضای رسمی نیروی انتظامی، گارد ضد شورش و احیاناً نیروهای کمکی سپاه، اعضای بسیج و اعضای سازمان‌های اطلاعاتی (لباس شخصی‌ها) عمدتاً از حامیان و هواداران نظام جمهوری اسلامی به حساب می‌آیند. (البته در بین گروه‌های امنیتی و نظامی ممکن است افراد مخالف یا ناراضی وجود داشته باشند ولی به‌دلیل ساختار سازمانی و کنترل‌های شدید و گزینش افراد به‌اصطلاح «خودی»، احتمال حضور و تعداد آن‌ها پایین است) این گروه‌ها به‌دلیل وضعیت فعلی ایران، ذی‌نفعان وجود نظام جمهوری اسلامی ایران هستند.

### مخالفان
علی خامنه‌ای رهبر جمهوری اسلامی مخالفان نظام و ولی‌فقیه را مردم خطاب نمی‌کند و اگر مخالفان به معترض در خیابان بدل شوند، او با تعابیری چون «عامل دشمن»، «نفوذی»، «فتنه‌گر» و «اشرار» از آنان یاد و مجوز سرکوب این مخالفان را صادر می‌کند. همچنین مخالفانی که با اعتراضات همراهی می‌کنند، «فریب‌خوردگان» خطاب می‌شوند.

#### جنبش‌های اجتماعی

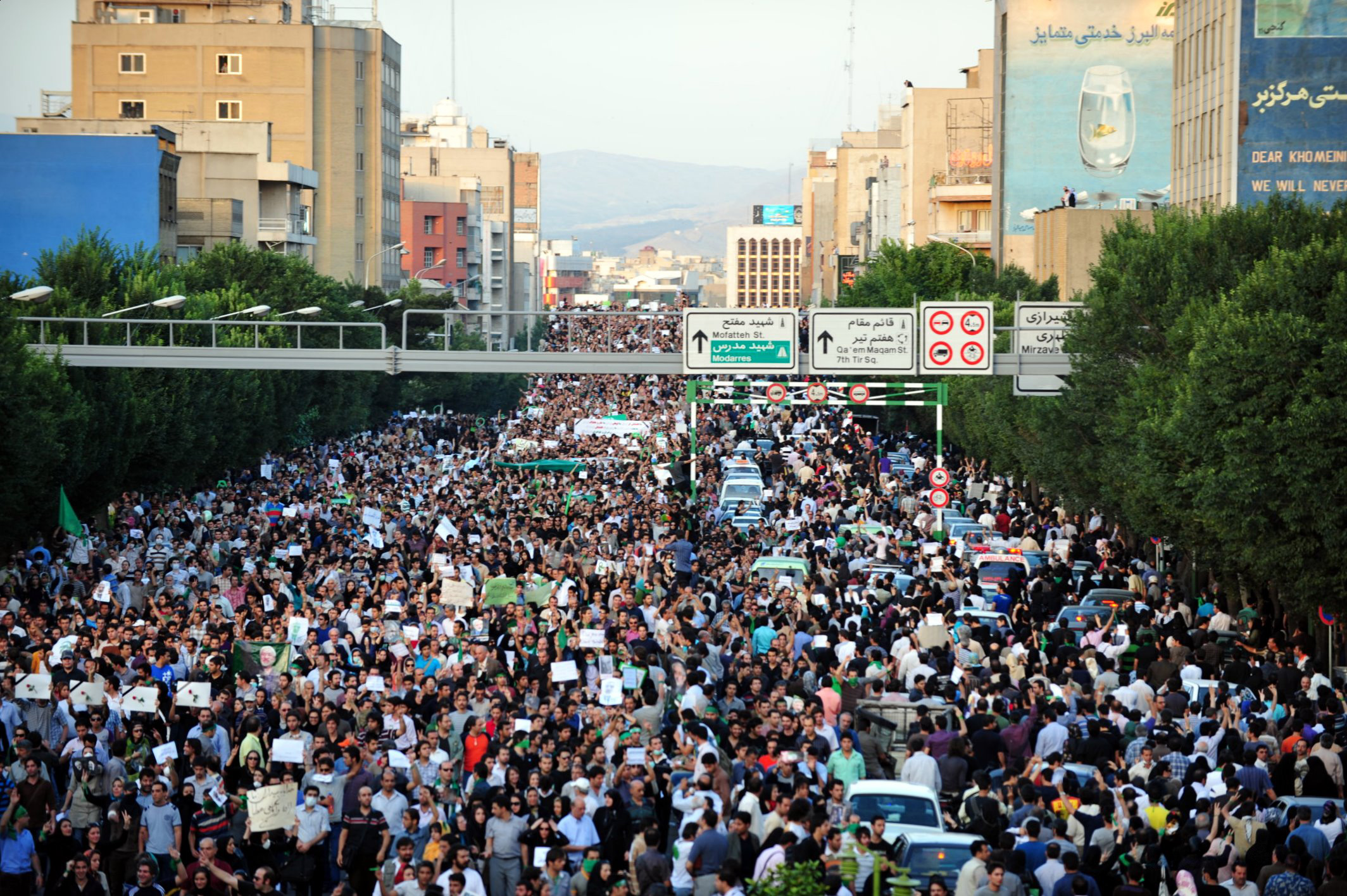
تظاهرات مردم در پی اعتراضات انتخابات ریاست‌جمهوری دهم در ۲۷ خرداد ۱۳۸۸ در خیابان کریم خان زند تهران

نخستین جنبش گسترده پس از انقلاب ایران با شورش ۱۳۷۱ مشهد رقم خورد، دومین جنبش اعتراضی گسترده بعد از انقلاب را دانشجویان دانشگاه تهران در اعتراضات تیر ۱۳۷۸ به راه انداختند. سومین جنبش اعتراضی گسترده توسط جنبش دانشجویی و دانشگاهی در تابستان ۱۳۸۲ بود. چهارمین جنبش اعتراضی گسترده در اعتراض به نتایج دهمین انتخابات ریاست‌جمهوری در سال ۱۳۸۸ رخ داد، پنجمین جنبش اعتراضی فراگیر در پی اعتراضات دی ۱۳۹۶ و در پی گرانی و سیاست‌های دولت روحانی از مشهد و شهرهای بزرگ شروع شد و ششمین جنبش اعتراضی گسترده در پی اعتراضات آبان ۱۳۹۸ اتفاق افتاد. یکی از تأثیرگذارترین و مهم‌ترین جنبش‌ها و اعتراضات هم مربوط به جنبش زن، زندگی، آزادی در سال ۱۴۰۱ است.
مقامات جمهوری اسلامی پس از اعتراضات آبان ۱۳۹۸ برای اوّلین بار از واژه «جنگ» برای سرکوب معترضان استفاده کردند و در نتیجه، حکومت از همان ابتدا سطح خشونتی را که در اعتراضات گذشته در مراحل نهایی به کار گرفته می‌شد، در ابتدا به کار گرفت و خونین‌ترین سرکوب اعتراضات خیابانی در ۴۰ سال حکومت جمهوری اسلامی را رقم زد.

#### حزب‌های خواهان سرنگونی
در آبان ۱۳۹۷ ده گروه و حزب از مخالفان نظام جمهوری اسلامی ایران با امضای تفاهم‌نامه مشترک برای «سرنگونی رژیم ایران» امضا کردند که شامل اتحاد دمکراتیک آذربایجان، جنبش جمهوری‌خواهان دموکرات و لائیک ایران، حزب تضامن دموکراتیک اهواز، حزب دمکرات کردستان ایران، حزب دمکرات کردستان، حزب کومه‌له کردستان ایران، حزب مردم بلوچستان، سازمان اتحاد فدائیان خلق ایران، شورای موقت سوسیالیستهای چپ ایران و کومه‌له زحمتکشان کردستان هستند. این تفاهم‌نامه با هدف کنار گذاشتن اختلاف‌ها و رسیدن به نظامی دموکراتیک در شکل جمهوری پارلمانی و جدایی دین از سیاست به امضا رسیده است.

### هواداران

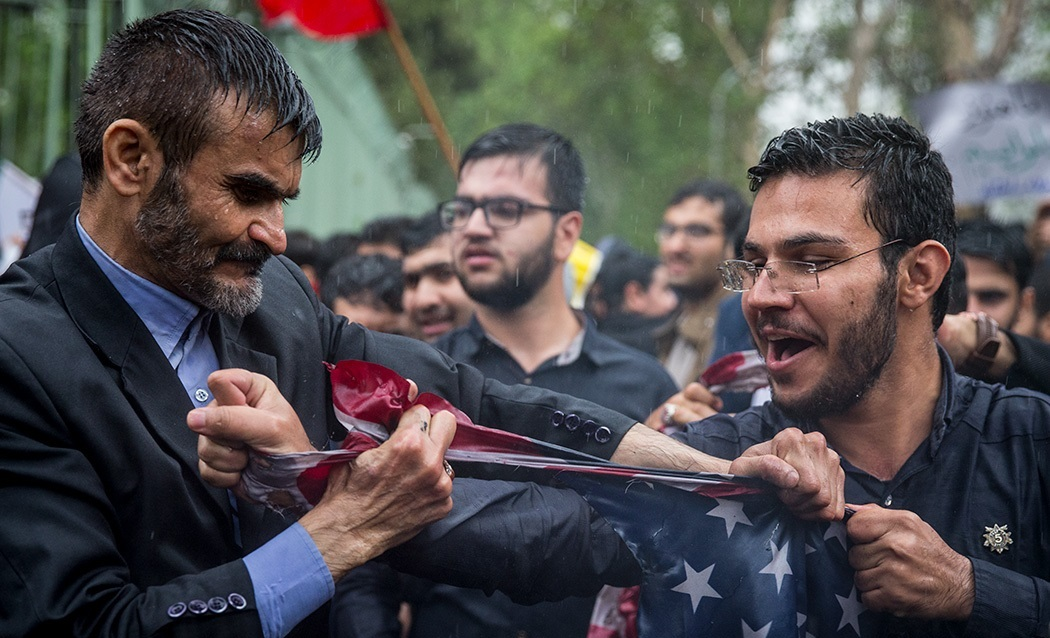
هواداران نظام جمهوری اسلامی در حال پاره کردن پرچم آمریکا در برابر سفارت آمریکا در تهران

موافقان و هواداران جمهوری اسلامی تنها گروهی از ایرانیان هستند که توسط علی خامنه‌ای با عنوان مردم خطاب می‌شوند و این گروه کسانی هستند که در راهپیمایی‌ها و تجمع‌های حکومتی حضور دارند. حکومت توانسته طیفی از چهره‌های رسانه‌ای، نخبگان سیاسی، اقتصادی و برخی از قشرهای بالای جامعه را با خود همراه یا راضی کند و دست‌کم آن‌ها را خاموش نگه دارد. در عین حال فرار مغزها در ایران هر سال شدّت بیشتری می‌یابد و به گفتهٔ رئیس المپیاد علمی دانشجویان علوم پزشکی جمهوری اسلامی ایران در سال ۱۳۸۹، ایران رتبهٔ دوم فرار مغزها در جهان را با مهاجرت سالانه ۱۵۰ تا ۱۸۰ هزار متخصص تحصیل‌کرده داشته است.

## نقض حقوق بشر

### کودکان کارو مافیای زباله‌گردی
در سال‌های گذشته با شدّت گرفتن پدیدهٔ زباله‌گردی در ایران و به کار گرفته شدن کودکان در آن، مقامات مسئول جمهوری اسلامی بر وجود مافیا در این موضوع صحه گذاشته ولی دربارهٔ جزئیات آن تاکنون توضیحی نداده‌اند و برای برخورد با آن اقدامی نکرده‌اند. کار کودکان پیامدهای بدی برای این کودکان که به «کودکان کار» و «کودکان خیابانی» معروف هستند، دارد. در ایران کودکان کار وجود دارند؛ امّا آمار دقیقی از تعداد آنها در دست نیست. در سپتامبر ۲۰۱۷ برابر با مهرماه ۱۳۹۶ خورشیدی خبرگزاری تسنیم گزارش داد که ناهید تاج‌الدین نماینده اصفهان در مجلس شورای اسلامی در گفت‌وگو با خبرگزاری خانه ملّت، گفتهٔ برخی کارشناسان مسائل اقتصاد شهری آمار کودکان کار ایران را بین ۳ تا ۷ میلیون عنوان می‌کنند، ضمن اینکه این رقم برای تهران نیز ۲۰ هزار نفر تخمین زده می‌شود، امّا به‌دلیل اینکه اغلب کودکان کار هیچ‌گونه ثبت هویتی ندارند، آمار دقیقی در این زمینه نمی‌توان ارائه کرد. این کودکان عمدتاً در زیرزمین‌ها مشغول به کار هستند. برخی از آنان مورد سوءاستفاده و خشونت قرار می‌گیرند و حتی برخی از آنان از شب تا صبح در خیابان‌ها برای جمع‌آوری ضایعات، آهن‌کهنه، لاستیک‌ها و… مشغول به کارند.

### قتل‌های زنجیره‌ای
قتل‌های زنجیره‌ای، به کشتار برخی از شخصیت‌های سیاسی و اجتماعی منتقد نظام جمهوری اسلامی در دههٔ هفتاد خورشیدی، در داخل و خارج از ایران، گفته می‌شود که به گفتهٔ برخی از منابع، با فتوای برخی از روحانیون بلندپایه و به دست پرسنل وزارت اطلاعات در زمان وزارت علی فلاحیان (وزیر اطلاعات دوران ریاست‌جمهوری هاشمی رفسنجانی) و قربانعلی دری نجف‌آبادی (اولین وزیر اطلاعات در دولت محمد خاتمی) انجام شد. وزارت اطلاعات، طی اطلاعیه‌ای، عوامل قتل‌ها را شماری از پرسنل وزارت اطلاعات با عنوان «همکاران کج‌اندیش و خودسر که آلت دست عوامل پنهان و مطامع بیگانگان شده‌اند» نامید. خانواده‌های قربانیان قتل‌های سیاسی پاییز ۱۳۷۷ در ایران می‌گویند با گذشت ۱۸ سال رسیدگی قضایی به این قتل‌ها یا انجام نشد یا به بیراهه کشیده شد و بستر فکری و سازمانی قتل‌ها هم هرگز بررسی نشد.

### پرواز شماره ۷۵۲ هواپیمایی بین‌المللی اوکراین
شمارهٔ ۷۵۲ هواپیمایی بین‌المللی اوکراین، پروازی مسافربری متعلق به هواپیمایی بین‌المللی اوکراین از مبدأ تهران به مقصد کی‌یف بود که در ۱۸ دی ۱۳۹۸ (۸ ژانویه ۲۰۲۰) هدف شلیک پدافند هوایی سپاه پاسداران انقلاب اسلامی قرار گرفت و ساقط شد. همهٔ ۱۷۶ سرنشین این پرواز جان باختند. با وجود شواهد بسیاری که حاکی از حمله موشکی سپاه پاسداران بود، حکومت جمهوری اسلامی و سپاه برای سه روز به‌شکل متفق‌القولی شلیک موشک را انکار کردند، اما نهایتاً با افشای مدارک و آثار شلیک موشک ضدهوایی تور و فشارهای مجامع بین‌الملل در ۲۱ دی ۱۳۹۸ مسئولیت آن را برعهده گرفتند.

### تروریسم دولتی

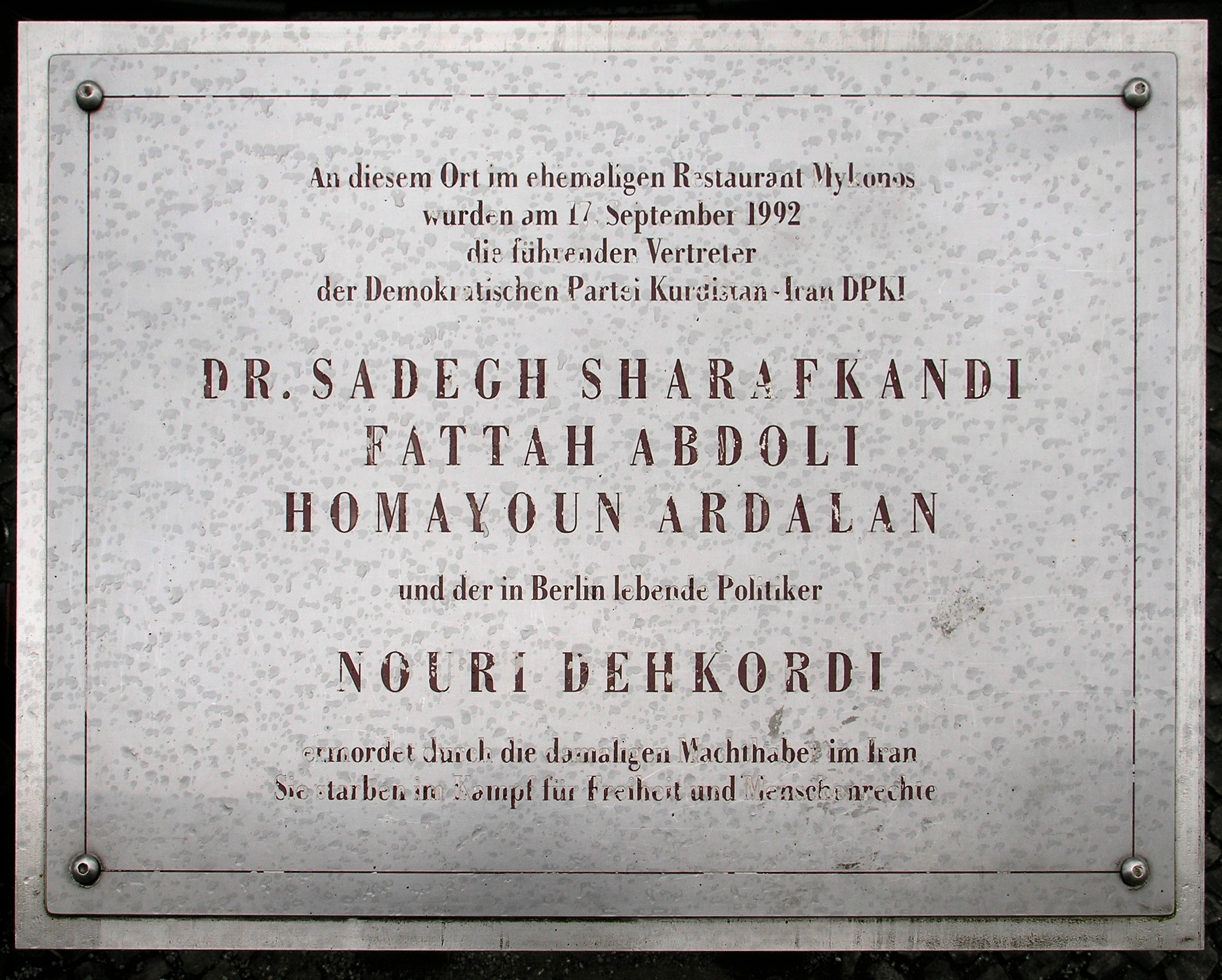
اسامی چهار نفر از کشته‌شدگان در لوح یادبود ترور میکونوس، بر روی این لوح یادبود نوشته شده «به قتل رسیده توسط عوامل ایران، آن‌ها در راه مبارزه برای آزادی و حقوق بشر کشته شدند.»

در جریان ترور میکونوس و دادگاهی که به همین نام شهرت یافت مقامات عالی نظام جمهوری اسلامی به دست داشتن در قتل مخالفان خود محکوم شدند و ایران برای اولین بار به دلیل تروریسم دولتی توسط این دادگاه محکوم شد. همچنین در مارس ۲۰۰۷ م و پس از گذشت ۱۳ سال از بمب‌گذاری آمیا، دادستانی کل آرژانتین درخواست صدور حکم جلب نه نفر از مقامات جمهوری اسلامی، از جمله علی‌اکبر هاشمی رفسنجانی و علی‌اکبر ولایتی توسط پلیس بین‌الملل را صادر کرد. این اقدامات همچنین با ترور شخصیت‌های مخالف که به ادعای مخالفان توسط نظام جمهوری اسلامی انجام شده شامل شاهپور بختیار، شهریار شفیق، ارتشبد غلامعلی اویسی عبدالرحمان قاسملو دبیرکل حزب دموکرات کردستان ایران، عبدالرحمان برومند رئیس هیت اجرایی نهضت مقاومت ملی ایران، کاظم رجوی، رضا مظلومان، بیژن فاضلی، علی‌اکبر طباطبایی می‌شود.

### سانسور
بعد از انقلاب ۱۳۵۷ به دستور روح‌الله خمینی ستاد انقلاب فرهنگی که بعدها به شورای عالی انقلاب فرهنگی تغییر نام داد با هدف پاکسازی استادان دانشگاه شروع به کار کرد. که افرادی چون شمس آل‌احمد، سید محمد خاتمی و عبدالکریم سروش از جمله افرادی بودند که در این ستاد حضور داشتند. این شورا که با هدف گسترش تفکرات اسلامی و دینی در جامعه شروع به فعالیت کرد و به نشر افکار و آثار فرهنگی انقلاب اسلامی می‌پرداخت خود به عاملی برای گسترده‌تر شدن سانسور در ایران بدل شد.

### فشار بر رسانه‌ها
دیده‌بان حقوق بشر در سال ۱۳۹۰ اعلام کرده است که حکومت جمهوری اسلامی با بازداشت و ارعاب بستگان و دوستان خبرنگاران فارسی‌زبان خارج از ایران، به دنبال کسب اطلاعات از این خبرنگاران یا واداشتن آن‌ها به سکوت است. به گفتهٔ مدیر بخش خاورمیانهٔ حقوق بشر، این اقدام ایران حاوی این پیام است که جمهوری اسلامی آماده است تا فشارهای خود را به خارج از مرزهایش گسترش دهد. گزارش‌های بیش از صد روزنامه‌نگار ایرانی خارج از ایران حاکی از بازجویی و بازداشت خانوادهٔ بسیاری از این روزنامه‌نگاران به‌ویژه بخش بی‌بی‌سی فارسی، تلویزیون ایران اینترنشنال و رادیو فردا که به صورت پیوسته مورد آزار و تهدید قرار گرفته‌اند، است. این حملات پس از اعتراضات آبان ۱۳۹۸ شدت گرفته و واکنش گروه‌های حقوق بشری را در پی داشته است.
همچنین بر اساس گزارشی از گزارشگران بدون مرز در سال ۲۰۱۹، ایران با شش رتبه نزول نسبت به سال قبل از آن، در جایگاه ۱۷۰ رده‌بندی جهانی آزادی رسانه‌ها قرار گرفته است. در این گزارش از نظام جمهوری اسلامی ایران به عنوان یکی از سرکوبگرترین حکومت‌ها برای روزنامه‌نگاران از ۴۰ سال پیش تاکنون نام برده شده و اعلام شده است که در فاصلهٔ سال‌های ۱۳۵۸ تا ۱۳۸۸، دست‌کم ۸۶۰ روزنامه‌نگار و شهروند-خبرنگار تحت تعقیب قرار گرفته، بازداشت، زندانی یا حتی اعدام شده‌اند. بر اساس این گزارش، ایران با ۱۰ روزنامه‌نگار و شهروند-خبرنگار زن زندانی به بزرگ‌ترین زندان در جهان برای زنان روزنامه‌نگار نیز تبدیل شده است.

### کارزار ضداطلاعات
حکومت جمهوری اسلامی در مواجهه با پرونده‌های حساس به انتشار متراکم ضداطلاعات در کوتاه مدت و سپس خودداری از توضیح بیشتر در دراز مدت به امید آنکه با فرارسیدن وقایع تلخ جدید پرونده‌های قدیمی فراموش شوند روی آورده است. برای نمونه نیروهای سپاه پاسداران به صورت گسترده از دو روش دام گذاشتن برای رسانه‌های آزاد و کاربران شبکه‌های اجتماعی به‌وسیله پخش اخبار ضد و نقیض و ایجاد تردید در مخالفان در اعتراضات سال ۱۳۸۸ و آبان ۱۳۹۸ استفاده کرده‌اند.
در گزارشی که توسط سازمان مبارزه با تروریسم منتشر شده است از «تلاش برنامه‌ریزی شده» جمهوری اسلامی برای سوء اطلاع‌رسانی در مرود کرونا اشاره شده است. در این روش «ماشین تبلیغاتی جمهوری اسلامی» در داخل به اتهام‌زنی به آمریکا، این کشور را بابت همه‌گیری کرونا ملامت و در مقابل به دفاع و حمایت از چین که از متحدان ایران است پرداخته است. حکومت، تحریم‌های آمریکا را عامل عدم کنترل و مقابله با کرونا عنوان کرده است و در مقابل خواستار لغو تحریم‌های آمریکا به این دلیل شده است. این کارزار به صورت تعمدی، هدایت‌شده و سیستماتیک سعی می‌کند مجموعه‌ای از دروغ، پنهان‌کاری و بزرگ‌نمایی را به کار بگیرد تا مخاطبان ایرانی و جامعه جهانی را به مسیری غلط بکشاند.

### منسوب کردن مخالفان به دشمنان خارجی
بر باور تورستن تایشمان مدیر استودیوی شبکه رادیوهای دولتی آلمان، تأکید بر «دشمن خارجی» از سوی جمهوری اسلامی همواره فرصتی برای سرکوب منتقدان و مخالفان داخلی بوده است؛ همچنین بر باور برخی منتقدان جمهوری اسلامی ایران برای بقای خود به دشمن خارجی نیاز دارد.

### آدم‌ربایی
حکومت جمهوری اسلامی به استفاده از روش‌های مختلف آدم‌ربایی از مخالفان از ابتدای شکل‌گیری حکومت خود متهم شده است.

### اعدام
استفاده از ابزار اعدام به عنوان «ابزار سرکوب» سابقه‌ای طولانی در تاریخ نظام جمهوری اسلامی ایران دارد. گزارش سازمان حقوق بشر ایران نشان می‌دهد که در فاصلهٔ سال‌های ۲۰۰۰ تا ۲۰۱۹ دست‌کم ۸۰۷۱ مورد اعدام در زندان‌های ایران یا در ملأعام اجرا شده است. این آمار ایران را در جایگاه دوم اعدام در جهان پس از چین و در حدود یک‌سوم از اعدام‌های جهان را در برمی‌گیرد. با این حال، سازمان‌های حقوق بشری بارها تأکید کرده‌اند که آمار اعدام در ایران بیش از ارقام ثبت شده است. اگرچه بخش مهمی از اعدام‌ها مربوط به قاچاق مواد مخدر است ولی مرور برخی از دوره‌های خاص نشان می‌دهد که استفاده از اعدام برای سرکوب یک دستور کار محسوس قضایی و امنیتی بوده است. مشهورترین دورهٔ اعدام‌ها در دورهٔ جمهوری اسلامی مربوط به اعدام دسته‌جمعی زندانیان عقدتی-سیاسی در تابستان ۱۳۶۷ است که به گفتهٔ حسینعلی منتظری در یک دورهٔ کوتاه بیش از ۳۸۰۰ نفر با رأی یک هیئت قضایی که ابراهیم رئیسی هم عضو آن بوده است اعدام شدند. رها بحرینی پژوهشگر سازمان عفو بین‌الملل در پیامی توییتری که در ۱۹ اوت ۲۰۲۰ منتشر کرد، نامه‌ای را نشان می‌داد که به مقامات دولتی، قضایی و سفرای جمهوری اسلامی ایران ارسال شده بود و این مقامات از دست‌کم ۲۵ مرداد ۱۳۶۷ در جریان این اعدام‌ها قرار گرفته بودند؛ امّا سیاست وزارت خارجه دولت میرحسین موسوی انکار در جریان بودن از این اعدام‌ها بود و در گذشته اعلام کرده بودند که از این اعدام‌ها بی‌خبر بوده‌اند.

## نظرسنجی‌ها
- نظرسنجی مؤسسه تونی بلر برای تغییرات جهانی در سال ۲۰۲۲ نشان داد که ۸۴ درصد ایرانیان از تغییر حکومت جمهوری اسلامی حمایت می‌کنند. همچنین این بررسی نشان داده که جامعهٔ ایران سکولارتر شده است. بیش از سه‌چهارم شرکت‌کنندگان در این نظرسنجی، دین را در زندگی‌شان «بی‌اهمیت» خوانده و گفته‌اند که زندگی سکولارتر را ترجیح می‌دهند.[۲۸۹][۲۹۰]
- بر اساس نظرسنجی مؤسسه گمان در سال ۱۴۰۰، ۸۸ درصد ایرانیان خواستار یک نظام سیاسی مردم‌سالار و دموکراتیک هستند و ۶۷ درصد هم مخالف ساختار و نظامی‌اند که بر اساس قوانین دینی اداره می‌شود. اکثر شرکت‌کنندگان در این نظرسنجی خواهان تحول ریشه‌ای و پایان نظام جمهوری اسلامی بوده‌اند. ۴۱ درصد براندازی و ۲۱ درصد عبور از جمهوری اسلامی را خواستار شده‌اند. این مؤسسه در گزارش خود نوشته است که نظر بیش از ۲۰ هزار ایرانی را جویا شده ولی نمونهٔ نهایی مورد استفاده برای تهیه این گزارش، شامل ۱۶۸۵۰ نفر ایرانی داخل کشور است.[۲۹۱]
- مؤسسه پژوهشی گمان، در نظرسنجی دیگری که پس از خیزش ۱۴۰۱ ایران و در بازهٔ زمانی ۳۰ آذر تا ۱۰ دی‌ماه ۱۴۰۱، با پرسش از بیش از ۲۰۰ هزار نفر از ایرانیان (۱۵۸ هزار نفر در داخل ایران و ۴۲ هزار نفر در خارج از ایران) انجام داده است، می‌گوید که ۸۱ درصد پاسخ‌دهندگان در داخل به ادامهٔ حکومت جمهوری اسلامی «نه» گفته‌اند و ۱۵ درصد به این سؤال پاسخ «آری» داده‌اند. گمان می‌گوید پرسشنامهٔ این نظرسنجی، آنلاین بوده و با روش ایجاد زنجیره‌های متعدد و متنوع نمونه‌گیری (sampling referral chain multiple) انجام شده است.[۲۹۲]